# エリアの騎士
『エリアの騎士』（エリアのきし、THE KNIGHT in THE AREA）は、伊賀大晃（原作）、月山可也（作画）による日本の漫画作品。『週刊少年マガジン』（講談社）で連載された。

## 概要
本作は講談社発行の少年漫画誌『週刊少年マガジン』2006年21・22合併号から2017年17号まで連載されたサッカーを題材とした作品である。
「本編」となるエピソードは、主人公である逢沢 駆（）たちの高校サッカー部が全国大会、さらにはその先の世界へと目指してゆく成長物語を軸とし、その過程で関わりゆくヒロインやキーパーソンらをはじめとする様々な人々の姿を描いたフィクション作品。
また「本編」とは別に、その前日譚に相当するエピソード「番外編」とおまけギャグ漫画の「4コマ」が存在し、「番外編」はこれまでに『週刊少年マガジン』2007年28号（第9巻収録）、2009年9号（第15巻収録）、『月刊少年ライバル』2009年8月号（第18巻収録）など、「4コマ」は単行本巻末（書き下ろし）や『マガジンSPECIAL』でそれぞれ掲載されている。
『週刊少年マガジン』2011年43号にてテレビアニメ化が発表され、2012年1月から9月にかけて放送された。

## あらすじ

### 本編（サッカー部の物語）
| 鎌倉学館中等部（中学生）                                        |       | |
| サッカー部のマネージャー #1（第1巻） - #4（第2巻）              | 2年生 | ある日、兄・逢沢傑のプレーをサッカー部員に語り絶賛していた逢沢駆は、幼馴染の美島奈々と数年ぶりに再会して喜ぶ。しかし、自身はトラウマから不振に陥りマネージャーに甘んじ、一人夜の公園で練習する日々を過ごしていた。 ある夜に現れた宇宙人（グレイ）マスクとのマッチアップで、駆は久々にサッカーの楽しさを実感するが、翌日待ち受けていたのは傑によるレギュラー選考のための紅白戦に出場する命令だった。 |
| ラストパス #5（第2巻） - #10（第2巻）                           | 2年生 | 些細なことから傑と衝突してしまったことで落ち込んだ駆は、けじめをつけるためにサッカー部を退部する決意をする。そのことを傑に伝えるが、傑は受け止めながらもサッカーの夢を語り始め、駆は兄の偉大さを痛感する。 しかし、傑は駆を責めることなく話を続けようとした矢先、不慮の交通事故に巻き込まれ、彼らの運命を左右することに……。 |
| 選手復帰 #11（第2巻） - #18（第3巻）                            | 3年生 | 逢沢傑の死から立ち直った駆は誰よりも努力を重ねたチームメイトから推されるが、アピール不足で監督に認められない。中学生最後の試合への出場を諦めかけるが、ひょんな出会いと友人たちの思いによって、駆はピッチへと向かう決心をする。 |
| 江ノ島高等学校（高校生）                                        |       | |
| FC vs SC #19（第3巻） - #37（第5巻）                            | 1年生 | 傑の日記から荒木竜一に興味を持った駆は、奈々とともに江ノ島高校へ進学、駆と奈々は早々にサッカー部へ入部を決める。 だが、実のところの江ノ島高校では10年前から対立するフットボールクラブ（FC）とサッカークラブ（SC）の2つのサッカー部が存在し、両クラブ間で公式大会出場権利を争っていた。 さらに駆たちの目の前に現れた荒木竜一はサッカー選手の面影のない姿であった。 |
| 新生サッカー部 #38（第6巻） - #45（第6巻）                      | 1年生 | 困惑する駆は諦めずに荒木の説得、SCとの対戦に臨み、その結果もたらされたのが両クラブ統合による、新生江ノ島高校サッカー部の発足だった。 |
| 高校総体 神奈川県予選 #46（第6巻） - #113（第14巻）             | 1年生 | 新たなスタートを切ったサッカー部だったが、マネージャーの奈々はあることを隠していた。 また駆もかつての親友・日比野との再会を果たすが、かつての負い目が2人の仲を引き裂いてしまう。 1つとなった江ノ島高校サッカー部は、サッカー激戦区のひとつ、神奈川県予選で、辻堂学園、湘南大付属高校、葉蔭学院といった強豪へと挑んでゆく。 |
| 高校総体 東京予選 高校総体 決勝 #114（第14巻） - #131（第16巻） | 1年生 | 次の目標を見定めた江ノ島高校サッカー部。そんな中、駆たちは高校総体の見学に。 一方、東京では新設高校の東京蹴球学園が、圧倒的なゲーム展開で日本の高校サッカーを席巻する。勢いそのままに高校総体（インターハイ）決勝まで勝ち上がると、そこに居たのは、亡き逢沢傑を輩出し、伝統校の誇りに燃える鎌倉学館高等部だった。 |
| 選手権 神奈川県予選 #132（第16巻） -#186（第22巻）              | 1年生 | 高校総体の予選敗退後も、練習や学業の他、駆や荒木、奈々らの代表招集、高校総体決勝戦の観戦など話題の尽きない江ノ島高校サッカー部。 季節は過ぎて秋深まり始めると、再び全国大会出場に向けてリスタートを切りはじめた。 代表招集によって、エースの荒木を欠くながらも勝ち抜いた江ノ島高校の前には、湘南大付属高校を破った相模ヶ浦高校、高校総体予選で激突した葉蔭学院、そして、県内屈指の強豪・鎌倉学館（高等部）が立ちはだかる。 |
| 選手権 全国大会 #187（第23巻） -#293（第34巻）                  | 1年生 | 高校選手権神奈川県予選を制し、10年ぶりに全国大会へと駒を進めた江ノ島高校サッカー部。 全国大会に向けて「φ（ファイ）トリック」の更なる発展を目指し奈々と自主練に励む最中、舞衣＆レオナルド・シルバが現れる。 ついに全国高校サッカー選手権が開幕。U-16日本代表合宿で切磋琢磨した仲間や大会に旋風を巻き起こす新たなライバル、そして王者東京蹴球学園が江ノ島高校サッカー部に立ちはだかる。 |
| 五輪代表招集 #294（第35巻） -#324（第38巻）                     | 1年生 | 総力戦の末、王者東京蹴球学園を降し、全国高校サッカー選手権を制した江ノ島高校サッカー部。 興奮冷めやらぬ間に、U-22日本代表合宿に参加する駆と荒木。 そこには、死闘を繰り広げたライバルたちや国内外で活躍するプロ選手が一堂に会し、狭き門を争う場所だった。 五輪予選代表の座を勝ち取った駆と荒木。迎えた親善試合では、宿敵・韓国や王者・ブラジルが猛威を振るい「世界基準」を目の当たりにする。 |
| 湘南ブルーインパルス（高校生）                                  |       | |
| チーム再建 #325（第38巻） - #338（第39巻）                      | 1年生 | 親善試合後に受けたインタビューがきっかけとなり、“特別指定選手”としてJ2の湘南ブルーインパルスに加入することになった駆。 しかし、加入したチームは主力が抜け、3部降格も噂される程。選手も練習後に酒盛りを始めるなど、どん底の状態だった。 駆はプロの厳しさに揉まれ、必死に食らいついていくので精一杯だったが、駆の直向きなプレーに感化されたチームは徐々に改善の兆しを見せる。 |
| 日本高校選抜 #339（第40巻） - #345（第40巻）                    | 1年生 | 高校選抜として、国際ユース大会を勝ち上がり、名門バイエルン・ミュンヘンユースとの決勝に臨む織田やマコたちは、かつて対峙したライバルと共に接戦の末勝利を収める。 一方、応援に駆け付けた荒木はドイツの「皇帝」と出会い… |
| リーグ開幕 #346（第40巻） - #376（第44巻）                      | 2年生 | 迎えたリーグ開幕。結果が残せなければチームを去ることになる駆は、FWの「仕事」を果たすことに焦りを覚える。 開幕してから暫くして勝利に恵まれなかったインパルスだったが、駆が初ゴールを決めたのを皮切りに軌道に乗り始める。 そんな最中、チームの司令塔ロペスが退団することになり、新戦力として四季遥が加入する。しかし、それは、一癖も二癖もある「劇薬」だった。 新戦力の四季はデビュー戦でアシストを記録するなど、早くも実力の片鱗を見せつける。しかし、彼には誰にも言えない秘密があり、チームには次第に不協和音が高まり始める。 |
| 五輪2次予選〜VSクウェート〜 #377（第44巻） - #387（第45巻）     | 2年生 | チームの状況が次第に悪くなる一方で五輪2次予選が開始。 U-22日本代表の初戦の相手はクウェート。敵地に乗り込んでの試合だったが、U-22日本代表を待ち構えていたのは熱烈なアウェイの洗礼だった。 不可解な判定を始めとするアウェイの洗礼に翻弄されるU-22日本代表。ホームでの第2戦は国立競技場!青く染まり、必勝の舞台が整う。 |
| 「新生」ブルーインパルス #388（第45巻） -                       | 2年生 | 駆と幕張が五輪2次予選の為戦列を離れていた間、インパルスは守備が乱れてしまい、絶不調に陥る。 そんな最中、秘密がチーム全体にバレてしまった四季はチームからの脱退を申し出る… 駆の説得もあり、サッカーへの情熱を取り戻した四季。すべてを知り彼を再び迎え入れたチームメイトとの間には最早軋轢などなく、チーム全体が再び躍動し始める。 チームが軌道に乗り始めた中、駆は思うようにシュートが決まらない。その原因を把握している四季は駆に眠るストライカーとしての才能を引き出そうとする。                                             |

### 本編（サッカー日本代表の物語）
奈々が女子日本代表（なでしこジャパン）で活躍する物語で、一色や舞衣らとともに女子日本代表を盛り上げてゆく。
駆もU-16日本代表に初招集されて夢に向かって大きな一歩を踏み出す。また、久々の選出となった荒木がU-16アジア選手権で活躍する物語も取り扱われる。
全国高校サッカー選手権大会後は、駆や荒木がU-22日本代表に選出され、五輪大会出場に向け、奮闘する物語も取り扱われる。
これらは時系列としては「江ノ島高校」や「湘南ブルーインパルス」でのエピソードと並行しており、特定時期の物語ではない。

### 番外編（回想物語）
主に番外編で描かれる過去の物語。
「〜マドリッドの出会い〜」（第9巻収録）
逢沢傑がレオナルド・シルバと出会い、お互いの実力を認め合うきっかけの序編。
「U-15日本代表合宿の出会い」（第15巻収録）
荒木竜一が初めて日本代表に選出され、その先で逢沢傑と出会い、その実力を認めた物語。
「キャッチャー・イン・ザ・ピッチ」（第18巻収録）
サッカーに熱中しながら初恋を抱く逢沢駆と、アメリカへ渡ることを言えずにいた美島奈々の物語。
「なでしこ大ピンチ」（第30巻収録）
女子日本代表にある重大発表がなされ、選手が困惑する物語。
「バルセロナの記憶」（第44巻収録）
スペインリーグの下部組織でプレーしていた四季遥が逢沢傑と出会い、ある弱点を指摘された物語。

## 登場人物
- キャラクター名とともに記載される「声 - （名前）」はアニメ版における声の担当者。

### メインキャラクター
逢沢 駆（あいざわ かける）
声 - 三瓶由布子、金田朋子（幼少）
本作の主人公。江ノ島高校2年生で、ポジションはフォワード。背番号は「14」。U-16日本代表候補→U-22日本代表（背番号は「19」）。湘南ブルーインパルス特別指定選手（背番号は「22」）。
プロフィール：誕生日は11月10日、血液型はO型。身長169cm。鎌倉学館中等部卒業。
幼い頃から兄・傑と共にサッカーに情熱を注いでいたが、小学校6年生時にチームメイトで親友の日比野に重傷を負わせてしまったことで長いスランプに陥っていた。鎌倉学館中等部ではマネージャーに甘んじていたが、その裏で一人夜の公園で練習する日々を過ごしていた。
傑や親友の祐介、奈々からは素質を認められてはいたが、けじめを着けるためにサッカーを辞める決意した矢先、傑が急死。自身も重体となるも、心臓移植により一命を取り留めた。だが、兄の死と奈々から聞いた事実に苦悩。しかし、傑の日記からその真意を知ると、命が続く限りサッカーを続けていく事を決意する。復帰後はチームの誰もが認める努力を重ね続けたものの、出場機会に恵まれなかったが、最後の試合で結果を出し、熊谷監督から認められた。進路で分かれる祐介とは、いつかまたチームでプレーしようと約束した。
卒業後は傑が認めた荒木を求めて奈々とともに江ノ島高校へ進学。江ノ島FC、新生サッカー部で日々着実に成長し、また高校総体を通じて日比野との友情も取り戻した。さらにU-16日本代表候補として初招集を経験し、落選するも全国高校サッカー選手権大会における活躍もあり、U-22日本代表に選出される。
全国高校サッカー選手権大会では、県予選から順調にゴールを重ね、チームのピンチ時に現れる傑の魂から技術を学び、FWとして着実に成長を遂げる。本大会においては大会最多の9ゴールを挙げ、得点王に輝く。また、決勝の東京蹴球学園高校戦では、兄の魂との決別をすることになる。
選手権後は、U-22日本代表合宿を経て、U-22韓国・ブラジル代表との親善試合に出場する(2試合で1ゴール)。
親善試合後は、試合後に受けたインタビューがきっかけとなり、2部の湘南ブルーインパルスに特別指定選手として、プロチームへ加入することとなった（2年次の高校総体神奈川県予選後はインパルスとプロ契約を結ぶことになった）。
目標は、亡き兄が求めた理想のストライカー『エリアの騎士』となり、既に代表で活躍する奈々と一緒に日本代表のユニフォーム「サムライブルー」を着て、世界のピッチに立つこと。
天性のボールに対する嗅覚と豊富な運動量を生かして攻守に貢献。また『純血種（サラブレッド）ストライカー』として、相手ディフェンスの「穴」を見極め、パスを呼び込む動きでゴールを狙う江ノ島のエースストライカー。「ラン・ウィズ・ザ・ボール」や、奈々との練習時で得た「φ（ファイ）トリック」、「φトリック・エボリューション」、「φトリック・レボリューション」が武器。だが、「φトリック」を取得したことで、φトリックに頼り切ったフェイントをする傾向が見られ、リカルド・ベルナルディなどのトップクラスの選手には通用しない場面もある。
また、U-22ブラジル代表との試合ではエンプティ・ゾーンを垣間見た。
小学生の時に負ったトラウマもあり、中学時代は左足が上手く使いこなせず、『ミスター・ノーゴール』の渾名がつけられるほど、決定力に欠ける選手だった。兄の死後は国松の指導や本人の努力、駆の体を借りた傑のプレーから、FWとして必要な技術を吸収し、高校1年次に出場した全国選手権大会では、得点王に輝くほど決定力が向上した。だが、プロチームに加入してからは、経験値で高校生よりも圧倒的に勝るプロのGKには国松が指導したお手本通りのシュートではゴールが奪えない場面が増え、プロの壁にぶつかる。
少年時代、兄の傑とスペインでプレーした経験のある、チームメイトの四季の助言により、トラウマを負う以前のシュートフォームを思い出し、2年次に出場した高校総体神奈川県予選準決勝では、シュート直前にGKの動きを見てからシュートの軌道を変えられる『ホイップ・キック』をマスターした。
局面によって傑を彷彿とさせるようなプレーを繰り出し、レオナルド・シルバや鷹匠瑛などからは一目置かれる。
奈々とはとても仲が良く、また彼女に淡い想いを寄せている。だが一方で、とても鈍感な面がある。
選手権で活躍しチームが優勝することが出来たら、奈々に自らの想いを伝えようと決意し、実際に優勝後、荒木のアシストもあり想いを伝えるチャンスが巡ってくるも、妹の美都に邪魔されてしまい告白できずに終わってしまう。
最終巻にて練習場としていた公園で奈々に告白し、小学校の時から両思いであったことがわかり結ばれた。
最終話ではフル代表で背番号10番を背負い日本を代表するエースストライカーとして活躍、準決勝のブラジル戦で決勝点を挙げる活躍を見せた。
当初の一人称は「僕」だったが、次第に「オレ」を使うようになった（アニメ版では「僕」が多い）。兄の魂が精神的に浄化されてからは、再び「僕」中心に。
「キャラクター人気投票」では第2位を獲得、その後に行われた2回目の「キャラクター人気投票」では第1位となった。
また、「ベストイレブン投票」ではフォワード部門第1位を獲得し、ベストイレブンに選出された。
美島 奈々（みしま なな）
声 - 伊藤静
本作のヒロイン。駆の同級生で江ノ島高校サッカー部マネージャー。選手としてはミッドフィールダー。女子サッカー日本代表（なでしこジャパン）。背番号は「7」。
幼馴染の駆らからは名前をもじって『セブン』の愛称で呼ばれている。
プロフィール：誕生日は8月21日、血液型はA型。身長165cm。鎌倉学館中等部卒業。
普段は快活で礼儀正しい性格。しかし、公太のセクハラを容赦なく返り討ちにし、体型を維持できない荒木にダイエットを強いる姿は駆曰く「ドS」。笑顔を浮かべると「♪」（または「♡」）。
駆と非常に仲が良い。恋人ではないが、久々の対面時に「駆なら」とボディタッチを認めたり、彼と同じ高校へ進学を希望したり、舞衣と一緒にいた駆を冷やかすなど、真意は不明。
アメリカ生まれ。幼少期は同国で過ごし、小学生時は日本で逢沢兄弟、日比野と同じクラブでプレー。しかし、親の転勤で再びアメリカへ引っ越す。その後は現地でデビューして目覚ましく活躍するも、周囲からのプレッシャーと2つの国籍を持つ事に迷う。、両親の転勤を機に日本へ帰国した。その後傑から頼みに応じて、宇宙人（グレイ）マスクで正体を隠したまま駆の練習に付き合う。
15歳で女子日本代表に選出されるとすぐに結果を出す。当初は駆達に内緒で参加していたが、日本代表の道を選択した後は新世代スポーツアイドルとして世間から注目を浴びながら代表の中核として活躍する。
全国高校サッカー選手権大会後に、東京キューティーズに入団が決まり、江ノ島高校サッカー部のマネージャーを辞することとなった（オフには練習の手伝いに来ている）。
『天才』と称されるサッカーセンスと華麗なテクニック、代名詞となった『ウィッチィ・ターン』や駆とφトリックの練習をする中で編み出した『ウィッチィ・フィード』が武器。フィジカルが唯一の弱点だが、どんなチェックも軽くかわすため、トップ下としては万能を誇る『ファンタジスタ』。加えて、優れた戦術眼やフォーメーションの理解、分析力も持ち合わせている（それらを活かし、U-22日本代表親善試合では、ブラジル戦にゲスト解説として参加。本職顔負けの解説を行った）。また、駆のドリブルやフェイントを指導・考案し、祐介らの選手の適性を見抜くなどプレー以外の分野でも万能である。
2年次に出場した、女子W杯では、本選のグループリーグでアメリカ・ドイツといった強豪国が集まる死のグループに入ってしまったことやチームの柱となる一色を怪我で欠くなど不運が重なり、群咲と共に奮戦するも、健闘むなしくグループリーグ3位という結果に終わった。その際には砂浜で駆に対し、悔し涙を見せた。
駆の素質に期待を寄せており、偶々知った心臓移植の事実を駆に伝えて再起を促がし、その成長を見守る。いつか駆が日本代表のユニホーム「サムライブルー」を着る日を心待ちにしている。駆が理想的なプレーをすると喜ぶが、傑を彷彿とするプレーには不安な表情を見せる。
「キャラクター人気投票」では第1位を獲得、その後に行われた2回目の「キャラクター人気投票」では第3位となった。
また、「ベストイレブン投票」では結果発表を務め、またネタで監督に推薦された。
逢沢 傑（あいざわ すぐる）
声 - 福山潤、くまいもとこ（少年時代）、小林由美子（幼少）
駆の1歳上の兄。ポジションはミッドフィールダー。（登場時は）鎌倉学館中等部のキャプテンで、U-15日本代表の10番（エース）。
プロフィール：誕生日は10月1日、血液型はO型。
10歳でU-12日本代表に選出後、常に世界のトップステージで10番を背負い戦い続けた天才。「日本サッカーの救世主」「日本の至宝」として将来を期待され、弟からも尊敬されていた。
ピッチ上の展開を的確に把握し、優れたフェイント、ドリブル、パスセンスなどで状況を打破し、自らも高い決定力も持つなど全てにおいて類い稀な才能を持ち、他を圧倒する存在感を放つ。そのため『伝説のトップ下』と称された。それらは才能に驕らず、弛まぬ努力を積み重ねた実力である。
幼少期より日本代表に選出されてきたこともあり、試合時のメンタルコントロールも一流であるが、同世代の中であまりに突出しすぎた為、自らを追い込んでしまい、天才ゆえの孤独を味わうことが多々あった。そのことで生前は峰のカウンセリングを受けていた。
夢は弟・駆と幼馴染の奈々、日比野とも一緒に日本代表の青いユニフォーム「サムライブルー」を着て活躍すること。そして、FIFAワールドカップに出場し優勝することであった。
駆に心臓が移植されて以降、駆又は江ノ島高校のピンチ時には駆の精神と入れ替わり、状況を打開するためのプレーを駆又はチームメイトに示す。全国高校サッカー選手権大会決勝の東京蹴球学園高校戦では、レオナルド・シルバに自身が生きていたらたどり着いたであろう領域に達していることや「目指すサッカー」の答えをしめす。又、江ノ島高校イレブンには東京蹴球学園攻略のカギを示し、その魂は浄化された。
いつまでも立ち直れずにマネージャーに甘んじる駆に厳しく接するも、その裏では見守り続けながら、弟の素質に期待を寄せていた。そうした想いを秘めながら駆と一緒に登校中の11月26日の朝、不慮の交通事故に巻き込まれて他界（享年15）。しかし、彼の心臓は生死を彷徨っていた駆に移植され、生前の傑の想いとともに受け継がれた。
他界してなお、傑の存在は駆や荒木、世界のライバル・レオナルド・シルバ、また、佐伯佑介、鷹匠瑛、飛鳥享など数多くのプレイヤーに影響を与えている。
傑の心臓が駆の中にあることを知るのは家族の他、奈々、峰、岩城、レオナルド・シルバなど限られている。時折駆から感じられる傑の存在に対しての解釈はそれぞれ異なっている。
性格は至って真面目。また温厚で優しい心の持ち主で、ボール遊びや練習などでは笑顔を絶やさない。駆の前では仏頂面であることが多かったが、「番外編」や日記、彼を知る者たちの回想の中では豊かな表情をみせている。好物はプリン。
「キャラクター人気投票」では第4位を獲得、その後に行われた2回目の「キャラクター人気投票」でも第4位となった。

### 江ノ島高校
10年以上に渡って並存していたフットボールクラブ（以下FC）とサッカークラブ（以下SC）、2つのサッカー部が統合され、江ノ島高校サッカー部として発足した（詳細は後述）。
逢沢 駆

美島 奈々

荒木 竜一（あらき りゅういち）
声 - 石田彰
3年生のポジションはミッドフィールダー。背番号は「10」。『（2列目の）魔術師（マジシャン）』の異名を持つ。U-16日本代表（背番号は「11」）→U-22日本代表（背番号は「14」）。統合以前はFC所属（抜けていた時期あり）。
プロフィール：誕生日は1月15日、血液型はB型。
ノリがよく奔放な性格、「王様」を自称するだけあって、チームメイトも度々手を焼くが、織田と奈々には頭が上がらない。漫才研究会にも在籍し、兵藤と漫才コンビ「イエローカード」を組む（ボケ担当）。好物は横浜エルマーレスのスポンサーでもある「バクバクバーガー」。
欠点は調子に乗りやすいことと太りやすい体質（第40巻までに3度リバウンドし、4度のダイエットを行った）。
中学時代は無名ながらも才能を開花させ、U-15日本代表選出時は傑とトップ下でコンビを組み頭角を現した。生前の傑曰く『ファンタジスタ』しかし、駆が江ノ島に入学する前に、『裸の王様』と書かれているページを読み逃していた（傑の日記より）。
駆との対面時は、不摂生な生活でサッカー選手の面影さえない姿であった。それでも説得してきた駆に心動かされ、強行ダイエットの末に復活。以降、サッカー部の不動のファンタジスタにして精神的支柱として君臨。しかし、事ある毎に体型を維持できず、周囲（特に奈々と織田）を呆れさせる。
『魔術師』と称されるラボーナなどのフェイント、トリックプレー、ドリブルで相手を翻弄し、多彩なパスから攻撃を創り出す万能ゲームメイカー(鷹匠や奈々からは人を食ったようなパスやダイレクトプレーこそが荒木の真骨頂と評される)。全国高校サッカー選手権大会県予選時には無回転シュートを取得していなかったものの、本大会では取得している。中学時代からフィジカル（特にスタミナ）が弱点であったが、岩城による荒療治で心肺機能をある程度高めることに成功した。なお太ったままでも、並みのチーム相手ならそれなりにプレーは可能。
自信家ということもあり、メンタルは強靭（奈々からは「今はその自信に実力が追い付いていないが、いずれ追いつく」と評される）。
駆とのコンビネーションは江ノ島高校の必勝パターンとなっている。プレーの中で駆に傑の表出に気づくが、駆には傑の表出を突っぱねるよう告げた。
AFC U-16選手権ではU-16日本代表の準優勝に貢献して得点王とベストイレブンに選出された。帰国時にテロ騒動に巻き込まれるも、U-16韓国代表の朴と金とともに防ぐ。桜井監督からは日本の将来を担う才能として評価されたことで自身の軽率さを自覚した。
全国高校サッカー選手権大会では、U-16日本代表の試合も同時期に行われていたため、予選時には戦列を離れることもあったが、中心選手としてチームを勝利に導く。選手権予選準決勝の葉蔭学院戦では、PK戦時に脚を負傷。決勝の鎌倉学館戦は脚の状態に不安を抱えたまま出場するも、決勝ゴールを決め江ノ島高校を10年ぶりに全国大会へと導いた。本大会では、これまで同様、江ノ島高校の不動のエースとしてチームを優勝に導き、大会MVPに輝く。
全国高校サッカー選手権大会での活躍から、駆と共にU-22日本代表に選出され、U-22韓国・ブラジル代表との親善試合に出場する。2試合に出場し、得点やアシストという結果は残せなかったものの、得点の起点となったり、ブラジル戦では、代役ながらもトップ下としてスタメン出場を果たす。
選手権後は、国内のクラブチームからオファーを受けており、練習にも参加しているとのこと。また、日本高校選抜の応援に行った際に、倉知の伝手を介しフランクフルトの練習に参加し、その実力を認められるも、世界との差を痛感し、日本で実力を磨いてから海外に挑戦することを決意する。
卒業後は若森のいる東京ジュニアーズに所属。
「キャラクター人気投票」では第3位を獲得、その後に行われた2回目の「キャラクター人気投票」では第2位となった。
また、「ベストイレブン投票」ではミッドフィールダー部門第1位を獲得し、ベストイレブンに選出された。
兵藤 誠（ひょうどう まこと）
声 - 梯篤司
副キャプテンを務める3年生のミッドフィールダー。背番号は「8」。統合以前はFC所属で、同チームのキャプテン。
プロフィール：誕生日は2月6日、血液型はA型。
愛称「マコ」。持前の明るさとノリの良さでチームをまとめるムードメイカー。また、漫才研究会にも在籍し、荒木と漫才コンビ「イエローカード」を組む（ツッコミ担当）。
SCで近藤監督の方針に反発してFCに転籍。その後キャプテンを務め、駆たちをFCに誘った。新生サッカー部では副キャプテン。なお、合流した織田とは和解はしたが、中学時代に怪我をさせてしまったことを今も悔やんでいる。
選手権後は、織田と共に日本高校選抜に選出され、決勝のバイエルン・ミュンヘンユース戦では、織田のフリーキックからのこぼれ球を押し込み、決勝点を叩き出した。
足元のテクニックやパスワークに優れ、積極的な攻撃と、しっかりとしたカバーリングや守備貢献で、オールラウンドに役割をこなす。攻撃の司令塔・荒木と守備を統率する織田との間で攻守のバランスを取る要である。
「キャラクター人気投票」では第10位を獲得。また、「ベストイレブン投票」ではミッドフィールダー部門第5位を獲得。
織田 涼真（おだ りょうま）
声 - 浪川大輔
沢村世代が引退後にキャプテンを務める3年生のミッドフィールダー。背番号は「4」。統合以前は元SC所属で同チームのエース。
プロフィール：誕生日は12月2日、血液型はA型。
生真面目なゆえに、頑固で規律に厳しくチームのモラル統率は織田が一身に担っている。荒木の不摂生や軽率な行動に対しては容赦なし。しかし、時としてノリの軽い荒木、兵頭、火野らにいじられ、奈々に誤解を抱かれたことも。
中学時代はトップ下でプレーしていたが、兵藤との接触で膝に怪我を負い、強豪校のセレクションに漏れてしまう。しかし、近藤監督に非凡な戦術眼や視野の広さを見出され、スカウトを受けて江ノ島高校進学を決意した。
正確無比なロングフィードやパスワーク、強烈なミドルシュートによる攻撃で『レジスタ（演出家）』としてゲームメイクを行う。また、マンツーマンやマーキング、ポジション指示など高い守備能力も持ち合わせ、攻守の中核を成す。
近藤を始めFCを見下す者の多いSCの中で、FCを評価していた。
サッカーへの情熱は熱く、サッカーというスポーツに対して、金銭や名声を越えて得られるモノに価値があると捉え、東京蹴球学園のようなやり方を批判した。
全国高校サッカー選手権大会では、攻守に渡ってチームを支える。県予選では、荒木がU-16日本代表の試合のためチームを離脱している間もこれまで通り攻守に渡ってチームを支える。選手権予選決勝の鎌倉学館戦では、世良のマリーシアによって試合開始早々退場に追い込まれ、その後は控室で試合展開を見守るが、優勝決定時には感極まって涙を流していた。試合後は、世良のフォローもあり勝利の輪に加わることが許された。
本大会でも攻守に渡って活躍をし、決勝の東京蹴球学園戦では、試合終盤に駆とのコンビネーションで値千金のディフェンスを見せ、同点のピンチを防いだ。
大会後は沢村からキャプテンの座を託され、チームを牽引する。また、全国高校サッカー選手権大会での活躍から日本高校選抜に選出されキャプテンとして、選抜チームを引っ張り、決勝のバイエルン・ミュンヘンユース戦では先取点をもぎ取り、更には決勝点の起点となるフリーキックを放ち、日本高校選抜を優勝に導いた。
卒業後は駆や公太と同じく湘南ブルーインパルスに所属し、ボランチとして攻守ともに貢献していた。
「キャラクター人気投票」では第5位を獲得、その後に行われた2回目の「キャラクター人気投票」では第8位となった。
また、「ベストイレブン投票」ではミッドフィールダー部門第3位を獲得し、ベストイレブンに選出された。
沢村 優司（さわむら ゆうじ）
声 - 武内健
3年生のミッドフィールダー（卒業）。背番号は「5」。統合以前は元SC所属、同チームの元キャプテン。
プロフィール：誕生日は4月5日、血液型はA型。
SC時代から数少ない生え抜き組の1人。チーム内でも1、2を争うほどの練習量を重ねている。個性溢れるチームメイト逹の中で派手さはないが貢献度は高く、岩城や奈々からの評価も高い。李とは親友である。
攻撃面ではキーマンの荒木、兵頭、織田らをサポートし、守備面では努力で得た豊富な運動量で献身的に粘って隙をカバーする。また、スタミナには絶対の自信を持ち、90分走り続けても、スピードを落とすことはない。SC時代はトップ下だったが、統合後はボランチの一角を務め、両サイドをこなす事が出来る。
卒業後は大学に進学し、サッカーを続け李と約束を果たすため、プロ入りを目指す。
「キャラクター人気投票」では第14位を獲得した。
火野 淳平（ひの じゅんぺい）
声 - 志賀克也
3年生のフォワード / ミッドフィールダー。背番号は「9」。統合以前はFC所属。
プロフィール：誕生日は5月13日、血液型はA型。
かつてはSCに所属しており、その実力は近藤も認めていた。しかし、短気な性格と近藤の方針への反発から退部し、一時はサッカーから離れるが、兵藤の熱心な誘いに応じてFCに入部する。
江ノ島高校内1、2を争うフィジカルの強さと総合力で優れ、FW、MF（トップ下、右サイド）と複数のポジションをこなすユーティリティープレイヤー。当初はセンターフォワードで先発出場していたが選手権予選の鎌倉学館戦以降右サイドのボランチで出場している。
FCに入部してきた駆や的場に岩城の魅力を語った。勉強は全く駄目だが、サッカー選手としての学習能力には優れ、1度犯したミスは繰り返さない。
辻堂学園の不破とは元ヤンキー仲間。辻堂戦では対峙した不破の挑発に乗ってしまい退場処分を受けたが、試合後和解した。
「キャラクター人気投票」では第11位を獲得。「ベストイレブン投票」ではフォワード部門第4位を獲得。
的場 薫（まとば かおる）
声 - 代永翼、富樫美鈴(子供)
2年生のフォワード / ミッドフィールダー。背番号は「7」。統合以前はFC所属。
プロフィール：誕生日は11月30日、血液型はO型。
入学直後、SCの入部テストを受けるも不合格という結果に不満を覚え、FCに入部した。
性格は真面目で思慮深いが、時として直情的、辛辣になる一面もある。小柄で細身な外見と端正な顔立ちから女性に「可愛い」と言われていることがコンプレックス。
俊足と鋭角的なフェイントによるドリブル突破が持ち味であるが、体格ゆえのフィジカルの弱さがある。
本大会では、体格差をカバーする為に、同じくフィジカルを弱点とする奈々の『ウィッチィ・ターン』を会得、更にはウィッチィ・ターンを応用した『背面（バック）・ルーレット』を会得し、ドリブル突破に磨きをかけた。
葉院学園の鬼丸春樹はクラブチームの先輩であり、また目標でもある。
原作では、優勝祝いに専属シェフが自宅にくること、お賽銭でお札を迷いなく入れたり、4コマ漫画ではお年玉で大量のスポーツ用品を購入する。又、アニメでの回想では自宅と思われる場所にプールがありメイドもおり、またハワイやタヒチへ旅行した経験がある事を示唆する発言をしたため、実家は相当なお金持ちだと思われる。
「キャラクター人気投票」では第9位を獲得。「ベストイレブン投票」ではフォワード部門第3位を獲得。
高瀬 道朗（たかせ みちろう）
声 - 丹沢晃之
2年生のフォワード。背番号は「12」。『江ノ島タワー』の異名を持つ。統合以前はSC所属。
プロフィール：誕生日は3月15日、血液型はO型。身長189cm。
近藤のスカウトにより江ノ島SCに入部した。元々、中学時代はバスケットボール部で活躍したが、家計が苦しいことから将来的に高所得の可能性があり、バスケの技術や長身を活かせるサッカーに転向した経緯がある。そのため、負けん気の強さは部内でも随一であり、部の練習とともに、家計を助けるためのアルバイトをしていたが、そうした事情は一時薫に嫌悪感を与えた。しかし、後にサッカーを心から楽しんでいることを伝えたことで、彼とは良き友達にして、ライバル関係を築いている。
身長を活かしたポストプレイヤーとして持ち味のヘディングで、江ノ島SCでは1年生にして攻撃戦術の中核を担った。守備でも貢献するが、足元の技術など課題も多く、総合力では他のFW陣に見劣りするも本大会に向けて、アーリークロスからミドルシュート放つ技術を会得したり、長所であるフィジカルを活かしたプレーに磨きをかけるなどFWとしての成長の兆しを見せる。
「キャラクター人気投票」では第15位を獲得。
中塚 公太（なかつか こうた）
声 - 白石稔
2年生のディフェンダー / ミッドフィールダー。背番号は「16」。統合以前、1度はSCに入部するもFCへと移った。
プロフィール：誕生日は1月20日、血液型はB型。鎌倉学館中等部卒業。
駆の同級生で鎌学時代の友人。鎌倉学館高等部への進学に失敗し、二次募集で江ノ島高校に合格し入学した。当初はSCに入部したが補欠扱いに不満を持ち、駆のいるFCに転籍した。
能天気かつエッチな性格で奈々をはじめ女性へのセクハラは日常茶飯事。その度に返り討ちにあっていながら、全く懲りる様子はない。中学生時からエロ本を立ち読みし、覗き行為をして、傑に殴られたこともある。兵藤から『夜の司令塔』の異名を賜った。
本職はDFだが、非常に攻撃的で頻繁にオーバーラップを仕掛ける。フリーランはチーム1で、50mを6秒20の俊足、積極的な攻撃性、スタミナを有するが、テクニックに乏しく、守備も疎かにしがちである。岩城の判断でポジションはMFにコンバートされた。試合においては積極性溢れるプレー・でたらめなテクニックが相手チームを掻き回し、状況を好転させるスーパーサブとなりうる場合もある。
ポジション争いのライバル・八雲を見下しながらも良き悪友。
選手権後は、駆と共に湘南ブルーインパルス「特別指定練習生」として入団し、主にマスコットキャラクターの中に入っていた（公太が入ったことで、マスコットキャラクターの性格が変わったとの噂も）が、リーグ後半戦から四季の弱点をカバーする為に特別指定選手に昇格し、ピッチデビューを果たす。
技術は荒削りながらも、持ち前のスピード・スタミナに合わせ、セカンドチームの練習に混ざることで習得した、大きく前にボールを運びだす技術を身に着けることで、橋谷監督からも「とんでもない拾い物をしたかもしれない」と評されるまでに成長した。
学力は良くない。またサッカー部に所属していながら、ルールや戦術は詳しくない。
「キャラクター人気投票」では第6位を獲得した。
八雲 高次（やくも こうじ）
声 - 水島大宙
2年生のミッドフィールダー。背番号は「6」。統合以前は元SC所属。
プロフィール：誕生日は11月20日、血液型はAB型。
ツリ目が特徴。公太の悪友。足を生かして、抜群のドリブルスピードでサイドを駆け、攻守ともに貢献する。公太と途中交代する事が多い。選手権予選の鎌倉学館戦以降右サイドのボランチは火野がスタメンになり、控えに回っている。
控えに回ったことで、腐りかけている時期もあったが、奈々から「薫にないスピードを持ち、公太にないテクニックを持っている」とのアドバイスを受け、持ち直す。
「キャラクター人気投票」で第17位を獲得。また、親戚が伊豆白浜海岸で海の家『いちごハウス』をやっている。オーナーは櫻田忍（声 -  玄田哲章）は見た目はイカツイが中身は乙女で、娘の桃花（声 - かかずゆみ）はお転婆娘であり、しゃべり口調は関西弁をしゃべる。
堀川 明人（ほりかわ あきと）
声 - 子安武人
3年生のディフェンダー。『スナイパー』の異名を持つ。背番号は「3」。統合以前は元FC所属。
プロフィール：誕生日は6月8日、血液型はB型。
成績優秀だが、独特の笑い方や「殺す殺す殺す」と連呼するなどの気味の悪い雰囲気を醸し出し、応援からは「キモイ」との声が上がるほど。
キックオフのホイッスルが鳴ると豹変し、正確かつ強力なスライディングと執拗なチェックで攻撃の根を削る。身長が低くポストプレーなどは苦手だが、FWを辟易とさせる執拗な守備とテクニックで弱点を補っている。
キャラクター人気投票は第13位を獲得。「ベストイレブン投票」ではディフェンダー部門第5位を獲得。
海王寺 豪（かいおうじ ごう）
声 - 原田正夫
3年生のディフェンダー。背番号は「2」。統合以前は元SC所属。
プロフィール：誕生日は4月25日、血液型はO型。
新生サッカー部では正反対なタイプの堀川とコンビを組む。しかし、環境の変化から織田、沢村と共に1度は岩城の方針に離反を考えるが、近藤の説得と岩城の姿に感涙し残留を決意する。
強力なフィジカルを武器とした典型的なセンターバック。機会とあらば、オーバーラップからミドルシュートを仕掛けたり、コーナーキックの際に前線に上がって攻撃参加なども行う。
強力なフィジカルを持つためか、体を張ったブロックをする場面が見受けられ、要所において顔面ブロックをし、チームの危機を救う。
「キャラクター人気投票」で第16位を獲得。
紅林 礼生（くればやし れお）
声 - 下野紘
3年生のゴールキーパー。背番号は「18」。統合以前は元FC所属。
プロフィール：誕生日は6月21日、血液型はAB型。
岩城の熱心な勧誘に惹かれ、ユース昇格を蹴って江ノ島FCへの入部した。
やや女ったらしな性格で、女性へのアプローチに余念がない。ナルシストな面を持つ。当初は李のことを見下していたが、彼のストイックなまでの心構えと姿勢に敬意を抱くようになり、ライバルとしてポジションを争う。
セービング能力に優れており、李から実力も認めている。
キャラクター人気投票は第12位を獲得。また、「ベストイレブン投票」ではゴールキーパー部門第2位を獲得。
李 秋俊（り あきとし/イ チュジュン　Lee Chu-Joon）
声 - 三浦祥朗
3年生のゴールキーパー（卒業）。背番号は「1」。統合以前はSC所属。U-22韓国代表（背番号は「1」）
プロフィール：誕生日は11月25日、血液型はAB型。
冷静だが心の中では常に情熱を燃やす性格。中学時代には全国大会にも出場していたが、当初は怪我で戦列から離れており、、FCとSCの統合後に復帰した。復帰当初は控えのGKに甘んじ、紅林を遠くから見ていたが、チームの危機に自ら志願して出場機会を得て以降、守護神の座を奪取。その後は紅林とポジションを争う。
選手権予選準々決勝の相模ヶ浦戦で負傷をし、準決勝・決勝では欠場するも、本大会からは復帰。幾度となく好セーブを連発し、特に3回戦の四日市実業戦や決勝の東京蹴球学園戦では、神憑り的なセーブを見せ、東京蹴球学園のレオナルド・シルバやリカルド・ベルナルディからは、『江ノ島高校の中で世界に最も近いのは李』と評される。
選手権後は、母国韓国のソウルに入団。また、U-22韓国代表にも選出。クラブでの活躍を認められ、U-22日本代表戦ではスタメンとして出場。日本の度重なる攻撃をことごとく防ぎ、1失点で引き分けという結果を残した。
優れたボディバランスを持ち、ハイボールの競り合いでも負けることはない。親友の沢村と並ぶ努力家であり如何なる時もトレーニングを怠らない。また、怪我をしがちな自身を変えるために、フィジカルトレーニングを重ね、強靭なフィジカルとパワーを得る（沢村曰く、握力は100kg超えをしているとのこと）。
又、四日市実業遠野の手首のスナップを利用し、ボールに回転をかけはじき出す技術も会得している。
上記のような姿は紅林や他のチームメイトに無言の檄となっている。
韓国代表の活躍に人知れず拳を握り締める描写がある。
「キャラクター人気投票」では第8位を獲得。また、「ベストイレブン投票」ではゴールキーパー部門第1位を獲得し、ベストイレブンに選出された。

岩城 鉄平（いわき てっぺい）
声 - 三木眞一郎
サッカー部監督で駆達のクラス担任教師（担当科目は国語）。統合以前はFCの監督にしてOB。
プロフィール：誕生日は2月7日、血液型はAB型。
物腰は非常に柔らかくユーモラスな性格。常に笑顔を浮かべているが、指導者としての厳しさを持ち合わせる。授業中にサッカーネタを挟んだり、サッカー話をして授業にならないことも。選手たちにいじられることもあるが、それは敬意の裏返しでもある。元FCメンバーからは「岩城監督（いわきちゃん）」と呼ばれる。大学時代の仲間曰く、『遅れてきた天才岩城鉄平。』
同校の在学時、近藤の方針に反発し、FCを立ち上げて選手兼監督として選手権出場に導く。当時、トップ下として名を馳せた。
SCとの対抗戦後、才能を潰したくないという一心から近藤と和解、10年ぶりに1つとなったサッカー部の監督に就任。サッカーへ注ぐ情熱は信念ともいえるほどのもので、サッカー部のための努力なら惜しまない。そうした姿勢は近藤や新体制に反発した沢村・織田・海王寺の心を打ち信頼を得た。
独特のフォーメーションやトラップ、心理作戦を用いた戦術は、戦術眼に卓越した奈々すらも度々感嘆させる。それに魅了された麻生とは酒を飲み交わす仲となった。
偶然駆の心臓移植の事実を知ってしまうが、駆自身の才能の開花として成長を願い、傑の面影を駆に求める峰の言動に反発する。逆に峰からは「現役時代の願いを駆に求めているのでは」との指摘を受けている。
現役時代の実績からもうかがえるように、神奈川県リーグ3部に所属する母校の控えチームではあるものの、8対4の変則ミニゲームを実施し勝利を収めたり、江ノ島高校の控え選手を中心としたチームを牽引して互角に渡り合えるなど選手としてもかなりの実力を有している。
大学時代はサッカーを続ける気は全くなかったものの、高校時代に心肺機能を異常なまでに鍛えたことが仇となり、運動不足が体調を崩す要因となってしまったことから、サッカー部に入部。結局はサッカーにのめり込むこととなり、弱小だったチームを1部リーグ昇格寸前まで押し上げた。
大学卒業後も、たまに練習に入って、現役生を揉んでいる。
江ノ島高校の新生サッカー部を率いている内に、選手としての闘志が蘇り、選手権大会後江ノ島高校の職を辞し1部の横浜エルマーレスに入団。
入団後は、黄金ルーキーの鷹匠・飛鳥と共にエルマーレスが前半戦を首位で折り返す原動力になっている。
「キャラクター人気投票」では第7位を獲得、その後に行われた2回目の「キャラクター人気投票」では第9位となった。
近藤 正勝（こんどう まさかつ）
声 - 西凜太朗
サッカー部顧問。統合以前はSCの監督。
プロフィール：誕生日は4月19日、血液型はB型。
岩城が在学時からサッカー部監督を務めていたが、当時のキャプテンであった岩城との対立がサッカー部の分裂の発端となった。分裂後、岩城率いるFCに敗北、そのとき、選手権に出場したFCに対し、何らかの干渉を行ったことを後悔している。
駆の入学時は全国のことしか頭になく、レギュラーは自分がスカウトした選手で固め確実に勝つために厳しい規律を敷いていた。しかしFCとの対戦を通じて大切なことに気付き、岩城と和解してSCを解散、新生サッカー部の顧問となった。
指導者としての器量は高いが、指導や戦術は専ら岩城に任せている。その一方で規律やモラルを引き締める役割を担っており、織田や沢村からは変わらず尊敬を寄せられている。
岩城が監督を辞任したことに伴い、監督に復帰した。
「キャラクター人気投票」で第18位を獲得。
山梨 一郎（やまなし いちろう）
声 - 阪口大助
放送部の男子部員（アナウンサー）。自称「江ノ島高校の古舘」。サッカーに詳しいのか、実況がとても上手いが、それゆえに福島の出番を奪ってしまう。
駆の『φトリック』、高瀬の『江ノ島タワー』、江ノ島の全員攻撃『ビックウェーブアタック』などの命名者でもある。
福島 桃子（ふくしま ももこ）
声 - 樹元オリエ
放送部の女子部員（アナウンサー）。やや雑な面があり、メンバー紹介で選手の名前を呼び捨てで読んだり、読み間違えたりしていた。
山梨がよくしゃべるため、あまりしゃべらせてもらえない。そのため、時折自己紹介で自虐発言をすることもある。
校長
声 - 岡和男
アニメ版のみ登場(#5)。江ノ島高校の盛んな部活動を特徴として挙げた。

### 鎌倉学館
常に優勝候補に目される学校。通称『鎌学』（詳細は後述）。
佐伯 祐介（さえき ゆうすけ）
声 - 新垣樽助
高等部1年生のミッドフィールダー、背番号は「6」。U-16日本代表（背番号は「12」）。
プロフィール：誕生日は2月25日、血液型はAB型。
駆の同級生にして無二の親友である。中等部3年生時はキャプテンを務めた。
早くから駆の素質（観察力や可能性）を認めていた1人であり、彼がサッカーを辞めようとした際には深く失望した。また、駆を試合に出すよう熊谷監督を説得しようとしたり、また彼の心に火をつけさせるためのプレーを見せ続けるなど、傑亡き後の駆の努力を誰よりも認めていた。駆と進路は分かれたが、いずれは同じチーム、日本代表で共にプレーすることを約束した。
中等部では当初はトップ下をメインにボランチを兼ねてプレーしていたが、高等部では1年生ながらレギュラーを獲得し、不動のボランチとなった。
創造的なゲームメイクと展開力で攻撃の起点となり、成長したシュート力で直接攻撃にも絡む。また、元来持ち合わせていた豊富な運動量と視野の広さや相手攻撃の芽を摘む能力もあり、攻守に貢献する。この他、戦術やプレーへの理解力も備えている。
傑の世界レベルのプレーを身近に目にしていたことで常に上のステージを見据えており、中等部3年生時にU-15日本代表に招集され、高等部1年時のU-16日本代表ではAFC U-16選手権に出場し、日本を決勝戦に導き、準優勝の立役者となった。
選手権予選後は日本高校選抜に選出され優勝に貢献し、ドルトムントにサッカー留学を経験。
留学先ではテクニックよりも未来を見通す力に磨きをかけ、両手を用い、味方にポジショニングの指示を出し、動かすことにより、相手選手の配置やパスワークを決め、ピッチ上の22人を思いのままにコントロールする術を身に着けた（おまけの四コマでは、オーケストラの指揮を振っているようにしか見えないと突っ込まれた）。
2年次の高校総体では、圧倒的な力で鎌倉学館を全国優勝に導き、優勝を置き土産にドルトムントへ移籍。海外のシーズンが終了後に日本の1部リーグのチームにレンタル移籍をする契約を交わしている。
ドイツから帰国後は荒木、若森のいる東京ジュニアーズ所属。荒木と共にダブル司令塔を務めつつ、「シャドーストライカー」としてリーグ一の得点力をもたらす活躍を見せる。
奈々に密かに想いを寄せており、オリンピックに優勝して告白するつもりだったが、準優勝だったため断念。その代わりに1部リーグに優勝して奈々へ告白する決意を駆に見せ付けるが、湘南ブルーインパルスに破れ、準優勝だったため、告白には至らなかった。
だが、実際には中学の頃にすでに振られており、奈々への想いを語った本当の理由はいつまでも行動できずにいる駆に発破をかけるためだった。未練こそあるものの、駆の恋を応援する。
「ベストイレブン投票」ではミッドフィールダー部門第2位を獲得し、ベストイレブンに選出された。その後に行われた2回目の「キャラクター人気投票」では第10位となった。
鷹匠 瑛（たかじょう あきら）
声 - 中村悠一
高等部3年生のフォワード、背番号は「10」。U-19日本代表→U-22日本代表（背番号は「11」）
プロフィール：誕生日は8月15日、血液型はO型。
鎌倉学館高等部において不動のエースにして、高校サッカー屈指のストライカー。既に国内外から多数のオファーがあるという。
横浜のジュニアユース出身で当時は飛鳥享とともにプレーしていたが、練習試合で傑の世界レベルのプレーを目の当たりにし、彼とのプレーを望んで鎌倉学館高等部に入学した。
個人での突破力はもちろん、長身と下半身のバネを生かした3m近いジャンプでポストプレーをも担う。そして、いかなる状況からでもゴールを向いて正確なシュートを放つ、万能ストライカー。傑曰く、『核爆弾（爆発すると手をつけられない）』。熱血に見える外見とは裏腹に、戦術分析など非常にクレバーな頭脳の持ち主である。
駆のプレーに生前の傑が語った『エリアの騎士』としての才能と傑を思わせるプレーを目にし、未熟としながらも一目置いている。
選手権予選後は世良と共にU-22日本代表に選出され、U-22韓国・ブラジル代表との親善試合に出場し、1得点を挙げる。
卒業後は飛鳥、岩城と共に横浜エルマーレス入団し、黄金ルーキーとして活躍が期待されている。
U-15日本代表から共にプレーする荒木とは、荒木が上下関係を蔑にしがちであるために、決して良好とは言えないものの、その実力は評価しており、息の合ったプレーを見せることもある。
「ベストイレブン投票」ではフォワード部門第2位を獲得し、ベストイレブンに選出された。その後に行われた2回目の「キャラクター人気投票」では第7位となった。
国松 広実（くにまつ ひろみ）
声 - 鈴木千尋
高等部2年生のディフェンダー、背番号は「4」。
プロフィール：誕生日は8月27日、血液型はA型。
傑と同学年で中等部時は副キャプテン。傑と共に練習メニューからレギュラー選考までチームの統括を担った。後輩の面倒見が良くチームメイトから親しまれている。
中等部時代は神奈川でも五指に数えられ、高等部進学後は神奈川のベスト3と称される実力者。
主な役割は、ゴール前の絶対的な壁として相手の得点機を確実に潰すスイーパー。恵まれた体格で当たりに強く、また高いマンマーク能力も有する。鷹匠は「天職のスイーパー」と評した。
努力家であるが、やや抜けた面を持つ。賢さは後輩の祐介と違ってあまり良くない模様。
中学時代に駆のシュートの安定性を高めるためにキックの指導を行ったが、駆のシュートが読まれやすくなる要因を作ってしまった。
「ベストイレブン投票」ではディフェンダー部門第4位を獲得し、ベストイレブンに選出された。
世良 右京（せら うきょう）
声 - 河野裕
高等部1年生のミッドフィールダー、背番号は「11」。U-16日本代表（背番号は「10」）→U-22日本代表（背番号は「13」）。
プロフィール：誕生日は9月27日、血液型はA型
鎌倉学館高等部では1年生ながらトップ下を務める、元湘南ジュニアユースのエース。ユース昇格を蹴ってフランス留学を目指した。しかし上手く行かず、「中学浪人しかけそうになった彼に鎌倉学館が助け舟を出した」という噂がある。
足元の技術に優れ、ドリブル、パス、シュートとトップ下として必要な技術を高いレベルで併せ持つ。しかし、プレーでは確実に得点へと結びつけるスタイルを採り、また、ラフプレーにより足を削られることを嫌がるため、自らのボールキープによらず、周囲を巧みに使って全方向へパスを供給するゲームメイカーとしての役割を重視している。また視野の広さと冴え渡った精神、大舞台での冷静さ、マリーシア（ずる賢さ）なども備えている。
相手の執拗なマークや挑発にイラつく姿を見せることが多く、精神的には未熟な部分も見受けられる。
熊谷監督からは「世界を知る男」として高く評価されている。また荒木からはプレースタイルこそ正反対だが、代表でトップ下を争うライバルとして意識され、また、世良自身も荒木に揺さぶられたことから対抗心を抱いている。
選手権予選後は鎌倉学館を休学し、オランダのユトレヒトに入団が内定。その後鷹匠と共にU-22日本代表に選出され、U-22韓国・ブラジル代表との親善試合に出場。ゴールやアシストという結果は残せなかったものの、高いドリブルの技術を見せつける。
ユトレヒト入団後は既に2得点を挙げ、天才的なパサーであり、ドリブラーであると評されている。
傑、またその弟の駆に対し何らかの対抗心を持っている。
海外志向が強く、既に英語を取得。オランダ語も取得しつつあり、イタリア語・スペイン語も少々喋れるなど、マルチリンガルである。
各世代別代表でエースナンバーとして知られる背番号10を背負い続けてきたこともあり、4コマ漫画では鎌倉学館高等部で背番号10を背負っている鷹匠に対し、複雑な感情を抱いている描写があった。
湘南ジュニアユース時代では幕張とチームメイトであったが、U-22日本代表合宿で再びチームメイトとなるもコミュニケーションを取っている場面は見受けられない。
「ベストイレブン投票」ではミッドフィールダー部門第6位を獲得。
大越 豊（おおこし ゆたか）
高等部2年生のミッドフィールダー、背番号は「7」。
島 勇気（しま ゆうき）
高等部3年生のミッドフィールダー、背番号は「5」。
生島 拓也（いくしま たくや）
高等部3年生のミッドフィールダー、背番号は「8」。
早瀬 敦士（はやせ あつし）
声 - 栗山拓也
高等部3年生のミッドフィールダー、背番号は「9」。
市村 一志（いちむら かずし）
高等部3年生のディフェンダー、背番号は「2」。
君塚 直樹（きみづか なおき）
高等部3年生のディフェンダー、背番号は「3」。
五条 真木人（ごじょう まきと）
高等部3年生のゴールキーパー、背番号は「1」。
「ベストイレブン投票」ではゴールキーパー部門第5位を獲得。
熊谷（くまがい）
声 - 仲木隆司
鎌倉学館高等部監督。かつては中等部の監督も兼ねていた。
監督としての手腕は名将と言えるほどだが、頑固なところが玉に瑕である。采配は一貫した実力主義で、高等部では若手（1年生）であろうと実力を備えていれば重宝し、祐介や世良など積極的に起用する。
監督の兼任時はチームの決定に関しては、専ら傑や国松に任せっきりで、傑亡き後も同様の状態だった模様。そのため、影で努力を積み重ねた駆の実力を全く認めていなかった（駆自身も十分にアピールしなかった）。しかし、県予選準々決勝戦で苦戦の中、奈々（と祐介）、国松やベンチ一同からの主張に折れて止むを得ず駆を起用する。そして、駆の言葉以上の活躍に彼の成長を見抜けなかったを反省、駆を認めるとともにアドバイスを送った。また、これを機に高等部に専念すること、中等部専任の監督を招聘することを表明した。
高校総体決勝戦では東京就学学園との試合前に名演説をし、チームのモチベーションを上げた。
石川（いしかわ）
登場時、鎌倉学館中等部3年生。傑や国松と同学年のフォワード。
遠藤 学（えんどう まなぶ）
声 - 飯田利信
登場時、鎌倉学館中等部2年生。駆や祐介と同学年のミッドフィールダー。
榊（さかき）
登場時、鎌倉学館中等部2年生。駆や祐介の学年1つ下のフォワード。
祐介ら3年生の引退に伴って、新キャプテンに指名され、副キャプテンの大塚と小林孝司ともに新監督の下チームをまとめる。
猪狩 孝太郎（いかり こうたろう）
鷹匠が卒業後に入ってきた高等部新1年生。ゴールキーパー。背番号は「1」。
プロフィール：誕生日は8月12日、血液型はA型。
190cmを超える長身とフィジカルに恵まれているが、驚異的な「読み」が武器で、葉蔭戦では鬼丸と蝦夷のシュートをことごとくセーブして見せた。江ノ高と当たるまで無失点を続け、本人も「県予選で失点するつもりはない」「3年間無失点で通す」とインタビューで答えるくらいの自信家。鷹匠と飛鳥からも注目され、「横浜エルマーレスに欲しい」と言わせる実力を持つ。江ノ高との試合でホイップキックを身につけた駆に初失点し、荒木からは股を抜かれ、得点を許した。

### 葉蔭学院
『神奈川県の雄』と評される学校（詳細は後述）。
飛鳥 享（あすか とおる）
声 - 川原慶久
3年生のディフェンダー、背番号は「5」。『（湘南の）皇帝』の異名を持つ。U-19日本代表。
プロフィール：誕生日は1月8日、血液型はA型。
神奈川県ナンバーワンのディフェンダー。神奈川のベスト3と称される。
医者の息子として生まれ、プロサッカー選手を知る父親から才能がないと言われたが、サッカーを続けるために家を出て、寮で生活している。寮の自室は自前で揃えた中古のトレーニング器具で埋め尽くされ、才能を補うための努力を積み重ね、世代別日本代表に常に名を連ねる実力を身につけるに至った。
計算し尽くされたディフェンス指揮を執り、ピッチを縦横無尽に駆け抜けてゲームを支配し、チャンスと見れば果敢なオーバーラップによって攻撃参加も行うリベロ。
チームの精神的支柱にして統率するカリスマ性は、岩城曰く「もうひとりの監督」「皇帝（カイザー）」。
ポジションも戦術眼やポジショニングなど努力や経験によってプレーすることが多いため、ディフェンダーを選択した。ディフェンスはただ失点を防ぐだけでなく、攻撃の起点にも成るという発想を持っており、それを自ら体現した。
選手権予選準決勝の江ノ島高校戦では、序盤から荒木不在の江ノ島高校を圧倒するも、チームに合流した荒木を中心に立て直した江ノ島高校にPK戦の末敗退する。
その後はU-22日本代表に選出され、U-22韓国・ブラジル代表との親善試合に出場する。韓国戦では韓国の追加点を阻み、守備面で大きく貢献した。
卒業後は、鷹匠、岩城と共に横浜エルマーレス入団し、黄金ルーキーとして活躍が期待されている。
かつて鷹匠と同じジュニアユースでプレーしたが、その当時対戦した傑のプレーに衝撃を受け、そのことが今の飛鳥を形作った。また傑の弟である駆に一目を置き、彼のプレーに対して「計算できない何か」を感じている。
猫に近づこうとしたら警戒されてショックを受けたことがある。
「ベストイレブン投票」ではディフェンダー部門第1位を獲得し、ベストイレブンに選出された。その後に行われた2回目の「キャラクター人気投票」では第6位となった。
鬼丸 春樹（おにまる はるき）
声 - 阪口大助
2年生のミッドフィールダー、背番号は「9」。『スピードスター』と称される。U-16日本代表（背番号は「9」）。
プロフィール：誕生日は3月28日、血液型はO型。
中学時代は的場薫と同じクラブチームでプレー。ポジションが同じ薫にとっては目標とする選手である。
天性の驚異的な俊足とスピードに乗ったドリブル突破を得意とする。サイド突破からの正確なクロス、角度のないライン際からでもゴールを狙う積極性とテクニックも持ち合わせている。
入学当初は思うようにプレーできず腐りかけていたが、飛鳥に諭されたことで才能を磨く「努力」の大切さに気づかされてからは彼を目標とし、同じチームで活躍することをモチベーションとしている。
AFC U-16選手権では、佐伯からのパスをゴールにねじ込み、U-16日本代表を決勝に導く。
選手権予選準決勝の江ノ島高校戦では、飛鳥、蝦夷と共に荒木不在の江ノ島高校を圧倒するも、PK戦の末敗退する。
選手権後は、日本高校選抜に選出され、決勝のバイエルン・ミュンヘンユース戦では、スピードと得意のドリブル突破だけでなく、周りを活かすプレーも行い、日本高校選抜の優勝に貢献する。
日常は明朗な性格、加えて周囲に気遣うとともに人懐っこい人物。普段は「♪」がトレードマーク。路地で猫たちと戯れることがある。
「ベストイレブン投票」ではミッドフィールダー部門第4位を獲得し、ベストイレブンに選出された。
真屋 （まや しんのすけ）
声 - 渡辺拓海
3年生のミッドフィールダー、背番号は「10」。プロフィール：誕生日は2月27日、血液型はO型。
並みのチームならエース確実とされる実力の持ち主で、葉蔭学院の10番を背負う。
蝦夷 巧（えみし たくみ）
1年生のフォワード、背番号は「14」。プロフィール：誕生日は5月30日、血液型はO型。
チャンスを嗅ぎつけてゴールを狙う「純血種ストライカー」。しかしプライドが高く、認めた人以外に対して見下した姿勢をとる。また、試合中でもよくしゃべり、相手を挑発する。反面、過信しやすく精神的な脆さが欠点。
江ノ島戦ではPKを外し戦犯となる
桂木 隼人（かつらぎ はやと）
声 - 朝比奈拓見
3年生のフォワード、背番号は「11」。「ベストイレブン投票」ではフォワード部門第5位を獲得。
生沢 純季（いくさわ じゅんき）
3年生のフォワード。
白鳥 要（しらとり かなめ）
声 - 栗山拓也
3年生のミッドフィールダー、背番号は「7」。
仙道 肇（せんどう はじめ）
声 - 徳本恭敏
3年生のミッドフィールダー、背番号は「6」。
大月 竜兵（おおつき りゅうへい）
声 - 瀧澤樹
2年生のミッドフィールダー、背番号は「4」。
稲葉 太郎（いなば たろう）
3年生のディフェンダー、背番号は「3」。
向井 雄悟（むかい ゆうご）
声 - 宮永恵太
3年生のディフェンダー、背番号は「2」。
岩本 一成（いわもと かずなり）
声  -  三宅貴洋
3年生のゴールキーパー、背番号は「1」。「ベストイレブン投票」ではゴールキーパー部門第3位を獲得。
田岡 優（たおか すぐる）
声 -  浦山迅
葉蔭学院の監督。非常に厳格で小さなミスも妥協も許さないが、優れた戦略家でもあり、厚い信頼を置く飛鳥との役割分担でチームを引き締め、モチベーションを高めている。

### 相模ヶ浦高校
『ネオ・トータルフットボール』を掲げる新興校（詳細）。
天童 一英（てんどう かずひで）
声 - 森川智之
天童兄弟（次英）の兄。2年生のミッドフィールダー、背番号は「10」を背負うチームのエース。
経営難によって潰れたクラブ『相模デルソーレ』のジュニアユース出身。クラブが潰れたことで落ち込むが、相模ヶ浦入学後は気持ちを切り替え、サッカーに打ち込む。
兄弟揃って持久力、キック力、ダイレクトプレーの技術に優れる。
天童 次英（てんどう つぐひで）
声 - 日野聡
天童兄弟（一英）の弟。2年生のフォワードで、ヨハン・クライフと同じ背番号は「14」を背負うエースストライカー。
兄とともに『相模デルソーレ』ジュニアユース出身。真面目な兄に比べてお気楽で、阿久津の関西弁がやや移っている。
阿久津が考案した『ネオ・トータルフットボール』を体現化するコントロールタワーの役割を兄弟で担う。
竜胆 勇気（りんどう ゆうき）
2年生のディフェンダー、背番号は「5」。『ネオ・トータルフットボール』の3人目のキーマン。
天童兄弟と同じ『相模デルソーレ』ジュニアユース出身。相模ヶ浦高校に通いながら横浜ユースに所属していたが、天童兄弟の説得に応じて入部した。

信楽 五郎（しがらき ごろう）
2年生のミッドフィールダー、背番号は「7」。『相模デルソーレ』ジュニアユース出身。
松本 伊之助（まつもと いのすけ）
2年生のミッドフィールダー、背番号は「8」。『相模デルソーレ』ジュニアユース出身。

瀬賀 一輝（せが いっき）
2年生のディフェンダー、背番号は「2」。『相模デルソーレ』ジュニアユース出身。
藤川 辰巳（ふじかわ たつみ）
2年生のディフェンダー、背番号は「3」。『相模デルソーレ』ジュニアユース出身。

阿久津 正美（あくつ まさみ）
声 - 木村雅史
関西弁が特徴の相模ヶ浦の監督。
練習環境に恵まれないイレブンのために、『ネオ・トータルフットボール』を考案。選手の長所を生かす指導によって、強豪校と渡り合えるチームへと育てあげた。

### 湘南大付属高校
伝統のディフェンスシステム『4本の矢（フォーアロウズ）』で堅守を誇る学校（詳細は後述）。
日比野 光一（ひびの こういち）
声 - 私市淳
1年生のディフェンダーで、現在『4本の矢』の一角を担う。U-16日本代表候補。
プロフィール：誕生日は9月1日、血液型はA型。
逢沢兄弟、奈々と同じクラブでプレーした幼馴染。奈々が渡米した後、自身も父親の転勤でオランダに渡って、ジュニアユースチームで活躍していた。
小学6年生の時、練習で駆の左足シュートに割り込んだ際に左足膝十字靭帯断裂の重傷を負う（このことは駆にも影響を与えた）。幾度の手術を受けたが完治せず、現在は靭帯が切れた状態でプレーを続けている。本人は選手生命が短くなる可能性を自覚している。
中学3年生時に帰国、鎌倉高等部からのスカウトを断って、湘南大付属高校に進学した。高校総体県予選中、駆と再開するも彼の発言と未だ負い目を抱えた姿に苛立つ。しかし、プレーの中で友情を取り戻し、また幼馴染として逢沢兄弟の心臓移植の事実を知らされた。
駆と共にU-16日本代表合宿に招集されるも選考から落選。しかし、傑との約束に向かって駆とともに一歩歩みだした。
熱血漢で実直な性格の好青年。だが、チームメイトにいじられたり、代表合宿で女子代表への覗きに加担したりなど、場に流されやすい一面もある。
執拗なまでのマンマークでシュートコースをブロックし、ドリブル突破への守備も高い技術を持つ。また怪我を克服すべく鍛え上げた左足は、ロベルト・カルロス張りの球威を持つキャノン フリーキックを放つことが可能。
「ベストイレブン投票」ではディフェンダー部門第3位を獲得し、ベストイレブンに選出された。
本田 マイケル（ほんだ マイケル）
声 - 保志総一朗
3年生のディフェンダー。現『4本の矢』の一角にしてシステムの統括を行う。
プロフィール：誕生日は10月26日、血液型はB型。
神奈川のベスト3と称される実力を持つ。
ディフェンス陣への巧みなコントロールと執拗なマンマークで、相手の攻撃を封じるなど非常に高い能力を見せる。
チームメイト内では彼の真似をして遊ぶのがブームとなっている。
「ベストイレブン投票」ではディフェンダー部門第2位を獲得。
比留間 敦（ひるま あつし）
声 - 武田幸史
3年生のディフェンダー、現在『4本の矢』の一角を担う。
プロフィール：誕生日は12月27日、血液型はA型。
体格を生かして、相手のポストプレーを巧みに封じ込める。
通称「マイケルごっこ」で西尾と共に日比野、九十九をいじっている。
西尾 大作（にしお だいさく）
声 - 西健亮
2年生のディフェンダーで、現在『4本の矢』の一角を担う。
プロフィール：誕生日は10月6日、血液型はO型。
俊足を生かし、ドリブル突破を仕掛けてくる相手を巧みに封じ込める。
比留間と共に日比野や九十九をいじる他、テレビゲームが得意なようで対戦したマイケルを苦戦させている。
九十九 豊（つくも ゆたか）
声 - 椎橋和義
1年生のミッドフィールダー。
プロフィール：誕生日は3月19日、血液型はO型。
陸上部とサッカー部を兼部。陸上で培ったサッカー選手離れのスピードとスタミナで縦横無尽にピッチを走り回り、『4本の矢』のシステムを強化する役割を任された「5本目の矢」と呼ばれる存在。しかし、サッカーを始めて日が浅いため、テクニックは不十分。
チームメイト内では日比野と同様いじられる。本田マイケルに憧れている。
山本 永吉（やまもと えいきち）
2年生のフォワード。対江ノ島戦ではシミュレーション紛いの行為を行った。

麻生 一志（あそう かずし）
声 - 斉藤次郎
湘南大付属高校の前監督。『4本の矢（フォーアロウズ）』のシステムを確立し、同校の実力を押し上げた名将。
しかし、『4本の矢』に頼ったことから選手およびチームの可能性を狭め、また誤解によって選手たちに不本意なプレーをさせたことに責任を感じる。高校総体予選後、健康上の理由から監督により辞任した。
10年前、岩城が江ノ島FCを率いて選手権に出場したことを覚えており、高校総体予選後は酒を飲み交わす仲。江ノ島サッカーのファンであり、協力を惜しまない。
木所（きどころ）
声 - 小池謙一
湘南大付属高校の監督。麻生の後任。名前のみ登場。

### 辻堂学園
はみ出し者の不良少年が多い学校（詳細は後述）。
金 大順
声 - 三戸耕三
初登場時は辻堂学園の生徒。

不破 欣一（ふわ きんいち）
声 - 徳本恭敏
ミッドフィールダー。プロフィール：誕生日は12月12日、血液型はA型
目つきが悪く、言動も荒っぽい。かつての火野とつるんでいたヤンキー仲間。
対江ノ島戦では火野を挑発、さらに徹底的にマークして退場に追い込む狡猾さを見せた。なお、試合終了後は火野の謝罪を受け入れ和解した。
長谷川 京介（はせがわ きょうすけ）
声 - 矢口雄
フォワード。プロフィール：誕生日は4月26日、血液型はB型。
前線に張り付き、長身を生かしたポストプレーが武器。
瀬田 慎太郎（せた しんたろう）
声 - 石野竜三
ミッドフィールダー。
新堂 信明（しんどう のぶあき）
声 - 坪井智浩
ミッドフィールダー。
熊田 和夫（くまだ かずお）
声 - 幸田昌明
ミッドフィールダー。
石川敬（いしかわけい）
ディフェンダー。
赤城 徹（あかぎ とおる）
ディフェンダー。
菅間 翔（すがま しょう）
声 - 鈴木賢
ディフェンダー。
本田 健人（ほんだ けんと）
声 - 北島淳司
ディフェンダー。
鬼塚 真木生（おにづか まきお）
ゴールキーパー。「ベストイレブン投票」ではゴールキーパー部門第4位を獲得。
瓜生 丈二（うりゅう じょうじ）
声 - 古島清孝
辻堂学園の監督。プロフィール：誕生日は7月26日、血液型はA型。
元江ノ島高校FCのエースストライカーで、岩城と共に選手権に出場したことがある。
大学時代では、ドイツに留学し、コーチング技術を取得している。

### 東京蹴球学園高校
東京都の新設学校（詳細は後述）。
レオナルド・シルバ（Leonardo Silva）
声 - 白鳥哲、岸尾だいすけ（少年時代）
サッカー王国・ブラジルからやって来た留学生。2年生のミッドフィールダー、背番号は「10」。U-17ブラジル代表→U-22ブラジル代表。愛称は「レオ」。
プロフィール：誕生日は9月5日、血液型はAB型。
ブラジルサッカー界の至宝であり、ロナウジーニョ二世と評されるスタープレイヤー。傑とはライバルであると同時に良き友人であった。
傑の墓参りに訪れた際に駆と出会い、気まぐれで彼のプレーを観戦することとなったが、そのプレーの中に傑をみたことで彼に興味を持ち、欧州のクラブなど多数のオファーを受けながら、日本の東京蹴球学園高校への留学を決めた。この決意に代理人のロベルトは消極的だったようが、金銭面で折れた模様。
その後、密偵を通じて心臓移植のことを知り、奈々を介して駆と再会した駆の中に眠る傑の存在を確信し、駆（と傑）が自分のいる高みまで昇ってくることを待ち望んでいる。
陽気な性格だがプライドは高い。生前の傑に対し、「サッカーにとって自分が夢（ドリーム）でありたい」と語った。現在は、サッカー後進国の日本において、自身と同世代のサッカー選手の夢がアマチュアの大会優勝という現実に納得がいかず、それを変えるために日本サッカーの構図を破壊することを望む。
高校総体では初出場ながら東京蹴球学園の初優勝に貢献し、ワールドクラスの実力を発揮した。
全国高校サッカー選手権大会では、高校総体同様、盤石の態勢でチームを決勝に導き、序盤から江ノ島高校を圧倒するも、激しい打ち合いの末敗れる。
選手権後は、東京蹴球学園を退学し欧州各クラブとの交渉に乗り出す傍ら、U-22ブラジル代表に選出され、U-22日本代表との親善試合に臨む。
トップ下の司令塔として、スピード、パワー、テクニック全てにおいて他を圧倒する才能でゲームを支配し、自らシャドーストライカーとしてゴールを狙う。その華麗なプレーは『GINGA（ジンガ）の体現者』と称され、奈々曰く「華麗さと結果を残せる実力を備えた本物の天才児」。また、環境への適応力も高く、母国ブラジルでは経験することのない、雪上のピッチにも短時間で適応した。
群咲 舞衣（むらさき まい）
声 - 須藤沙織
3年生のフォワード / ミッドフィールダー。17歳。女子サッカー日本代表（なでしこジャパン）、背番号は「18」。
プロフィール：誕生日は12月24日、血液型はB型。
東京蹴球学園のアイドル的存在であり、奈々と共になでしこジャパンの将来を担う存在として期待を集めている。
当初は奈々に対し、ライバル心を剥き出しで挑発し、なでしこジャパンの中では浮きがちであった。しかし、江ノ島高校の練習・ビーチサッカーへの参加を重ねる中で、奈々と打ち解け、また奈々と駆が自分を思ってくれることを知ってからは、なでしこジャパンにも徐々に馴染むようになった。
また奈々との対面時に居合わせた駆に対し興味を持ち、しばしばアプローチをかけてくる。
優れた身体能力を駆使し、ブラジルの格闘技・カポエイラのリズムとアクロバティックな動きで相手を翻弄する。
奈々への対抗心からトップ下に拘りを持つが、適正はFWであり、FWとして起用されてこそ真価を発揮する
陽気で活発な性格だが、素行や言動には問題がある。また家庭に何らかの問題を抱えている。
2回目の「キャラクター人気投票」では第5位となった。
リカルド・ベルナルディ（Ricardo Bernardi）
声 - 中田隼人
留学生（アルゼンチン出身）のディフェンダー、背番号は「4」。U-17アルゼンチン代表。
愛称は『リッキー』。スラムの出身で、家庭環境に恵まれなかった模様。そうした出自からコンプレックスをバネに実力を発揮する。
「エル・アコンカグア」と称される鉄壁のディフェンスを誇り、相手の動きを把握しどんなフェイントにも惑わされない「周辺視」と組み合わせ、敵の侵入をことごとくシャットアウトする。また、DFの統率にも優れ、オフサイドトラップを仕掛けることもある。
選手権後は、国内外様々なオファーが来ており、自分に合うチームを見つけるまで、東京蹴球学園に残ることとしている。
傑率いるU-15に煮え湯を飲まされた経験があり、傑の話題になるとむきになるところがある。
パトリック・ジェンパ（Patrick Djempa）
声 - 鳥海勝美
留学生（カメルーン出身）のフォワード、背番号は「9」。『ブラックパンサー』の異名を持つ。
愛称は『パティ』。抜群の身体能力を持ち、ダイレクトプレーでゴールを狙うストライカー。
アフリカの大地を駆け抜けたスピードには絶対の自信を持ち、敵を翻弄する。しかし、守備への参加は消極的で、決勝の江ノ島高校戦では、試合終盤の土壇場に追いつめられるまで、守備に参加しようとしなかった。
選手権後は、海外からのオファーが来ているものの、報酬次第では東京蹴球学園に残ることを示唆している。
風巻 涼（かざまき りょう）
声 - 市来光弘
浦和からやって来た2年生のフォワード、背番号は「11」。U-16日本代表（背番号は「13」）。
ロン毛のイケメン。愛称は『マッキー』。高い決定力を持つストライカーで、守備力も長けている。
選手権後は、日本高校選抜に選出され、チームの優勝に貢献する。
板東 翔太（ばんどう しょうた）
レジスタを担う千葉出身のミッドフィールダー、背番号は「7」。
選手権後は、2部のソレイユ千葉に入団。湘南ブルーインパルス戦では、途中出場をし、カウンターからのミドルシュートを決め、駆に対し全国高校サッカー選手権大会でのリベンジを果たした。
大場 永吉（おおば えいきち）
福岡県小倉市（北九州市）出身のゴールキーパー、背番号は「1」。その巨漢から『ビッグE』の異名を持つ。
唐木 洋介（からき ようすけ）
声 - 高梨謙吾*エンドロールではエース2番表記
高い持久力を持つディフェンダー（サイドバック）、背番号は「2」。
加藤 連次（かとう れんじ）
唐木と同じく持久力の高いディフェンダー（サイドバック）、背番号は「3」。
幸村 拓（ゆきむら たく）
声 - 浅利遼太
大阪ユースの誘いを断って入学したディフェンダー（センターバック）、背番号は「5」。
舞衣に『ユッキー』と呼ばれてからはチームメイトにもそう呼ばれるが、本人はあまり好ましくない模様。
川崎 豊（かわさき ゆたか）
日本のサッカー王国・静岡県清水出身の俊足ウィンガー。フォワード / ミッドフィールダー、背番号は「6」。
喜多川 宗助（きたがわ そうすけ）
声 - 伊勢文秀*エンドロールではエース8番
川崎と同じく静岡県清水出身。俊足が持ち味のウィンガー。フォワード / ミッドフィールダー、背番号は「8」。
ロドリゲス・ヨシダ（Rodrigues Yoshida）
声 - 松山鷹志
ポルトガルから招聘された東京蹴球学園高校の監督。32歳。
ポルトガルの1部リーグで選手として活躍したが、試合中に大怪我を負って若くして引退。その後、コーチングを学んで来日した。
若き指揮官だが、世界レベルの個性派揃いのチームを率いて、創設1年目の東京蹴球学園を高校総体初出場ながら優勝に導いた。信条は「魅せるサッカー」。
采配に関しては岩城とは対照的に積極的に動くことはなく、「選手を信じ、動かないのも采配」という持論を持つ。そのため、選手交代も戦術的な変更と言うよりも、試合が決まってからの疲労蓄積を防ぐ程度であり、レギュラーが固定される傾向がある。
選手権後は、選手権での優勝を置き土産に帰国し、いくつか来ているクラブチームからのオファーを受ける予定だったが、リベンジを誓い、契約を更新することを決意する。
後藤 五郎（ごとう ごろう）
声 - 森久保祥太郎
東京蹴球学園の試合では実況を行う。通称『GG』。普段はマネージメントを学んでいる。

### 全国高校サッカー選手権大会出場チーム

#### 静名学園高校
静岡県代表。
石井 一樹（いしい かずき）
3年生のミッドフィールダー（背番号は「10」）。
静名学園のエースストライカーで大会屈指のMFと前評判の高い選手だが、荒木には認知されていなかった。
荒木のチャラチャラした態度やコケにされたことから対抗心を燃やし、マッチアップを図るものの、本領を発揮した荒木に歯が立たなかった。
元木 陽介（もとき ようすけ）
3年生のフォワード（背番号は「11」）。
静名学園の2トップを務める選手。静岡県予選ではチームメイトの江口と共に得点王争いを演じる。
江口 伸二（えぐち しんじ）
3年生のフォワード（背番号は「9」）。
静名学園の2トップを務める選手。静岡県予選ではチームメイトの元木と共に得点王争いを演じる。

#### 四日市実業高校
三重県代表。
遠野 幹也

海堂 道彦（かいどう みちひこ）
3年生のミッドフィールダー（背番号は「7」）。
四日市実業のダイナモ。
ボランチとして豊富な運動量を活かし、献身的に守備に貢献する。
卒業後はJ2のリベルタ横浜に入団。既にレギュラーに定着し、攻守に渡り活躍をしている。
若宮 明彦（わかみや あきひこ）
3年生のフォワード（背番号は「10」）。
ポジション上はFWだが、MFとも取れる位置でカウンターの機会をうかがい、カウンターのチャンスが来れば、俊足を生かしゴールを狙う。
当真 市郎（とうま いちろう）
1年生のディフェンダー（背番号は「13」）。左のSB
四実唯一の1年生レギュラーで、スピードが持ち味。
江ノ島高校戦でも持ち味のスピードを発揮するも、途中出場をした公太のスピードに翻弄され、マークを崩してしまう。それがわずかながらも決勝点の要因となり、決勝点を許してしまった。

#### 八千草高校
千葉県代表。
島 亮介

瀬古 勇太（せこ ゆうた）
3年生のミッドフィールダー（背番号は「10」）。
八千草の攻撃の要。
全距離対応可能の多彩なフリーキックを使い分けるなど、その技術は荒木に引けを取らない。
卒業後は2部のソレイユ千葉に入団。湘南ブルーインパルス戦では、インパルスの弱点を正確に見抜き、駆に対し全国高校サッカー選手権大会でのリベンジを果たした。
技術面だけではなく、自己中心的な性格も荒木に引けを取らず、島からは「自分が大好き超自己中男」と評されている。
その一方で、自分のサッカーテクニックを向上させることには貪欲で、島から合気道を習うなど自身にプラスになると判断すれば、積極的に取り入れている。
才川 浩（さいかわ ひろし）
3年生のディフェンダー（背番号は「13」）。左のSB
連城と共に豊富な運動量が持ち味。
連城 正太郎（れんじょう せいたろう）
3年生のディフェンダー（背番号は「5」）。右のSB
才川と共に豊富な運動量が持ち味。

#### 鳳凰学園高校
滋賀県代表。
司馬 良介（しば りょうすけ）
2年生のミッドフィールダー（背番号は「10」）。
チームの中心選手。
ボールを捌く技術に優れ、足全体を指先のように操り、ボールの回転をコントロールできる。
又、幼少期より、ボールを体の一部のように扱っていたため、目の前で相手の技術を見れば、たいていの技術は真似をすることができ、派手なフェイントに頼ることなく突破することができる。
中学時代はジュニアユースでサッカーを続けるも喫煙が発覚し、ユースに昇格することができず、不貞腐れている時期もあったが、伊庭の誘いもあり、鳳凰学園に進学する。
全国高校サッカー選手権大会直前に、携帯電話を落としたことがきっかけで、喫煙の濡れ衣がかけられ、退部・全国大会出場辞退の2択まで追い詰められる。向日葵の活躍もあり、退部は免れ、全国大会出場も叶う。
甲斐・向日葵とは小学校時代からの友人。
全国高校サッカー選手権大会後は、U-22日本代表合宿に招聘されるも、落選となってしまう。その後は日本高校選抜に選出され、日本の優勝に大きく貢献した。
甲斐 巽（かい たつみ）
2年生のフォワード（背番号は「9」）。
大会屈指のシュート力を持つ、エースストライカー。
シュートは140km/h近くは出ていると言われるスピードに注目されがちだが、そのスピードを維持したままゴールポストにねじ込むことができるコントロールも評価されている。
中学時代はジュニアユースでサッカーを続けるも、高校は司馬と共に鳳凰学園に進学。
全国高校サッカー選手権大会後は、日本高校選抜に選出され、日本の優勝に大きく貢献し得点王に輝いた。
司馬・向日葵とは小学校時代からの友人。
吉田 健太郎（よしだ けんたろう）
2年生のミッドフィールダー（背番号は「8」）。
轟 一馬（とどろき かずま）
2年生のミッドフィールダー（背番号は「11」）。
大多 雄悟（おおた ゆうご）
3年生のミッドフィールダー（背番号は「6」）。
新庄と共にダブルボランチを形成する。
新庄 孝太郎（しんじょう こうたろう）
2年生のミッドフィールダー（背番号は「7」）。
大多と共にダブルボランチを形成する。
藤田 京太郎（ふじた きょうたろう）
2年生のディフェンダー（背番号は「2」）。右のCB
フィジカルの強さに加え、俊敏性・足元の技術の高さを併せ持ち、鉄壁のでフェンスを行う。
全国高校サッカー選手権大会後は、日本高校選抜に選出され、控え選手ながらも、日本の優勝に立ち会うことができた。
石井 次彦（いしい つぐひこ）
3年生のディフェンダー（背番号は「4」）。左のCB
「ゴリさん」と渾名がつけられ、その渾名のごとく、パワフルなディフェンスを仕掛ける。
谷 雄一郎（たにゆう いちろう）
2年生のディフェンダー（背番号は「3」）。右のSB
山本と共に積極的に攻撃に参加し、大会最強のSBコンビと称される。
山本 順次（やまも とじゅんじ）
2年生のディフェンダー（背番号は「5」）。左のSB
谷と共に積極的に攻撃に参加し、大会最強のSBコンビと称される。
愛甲 剛（あいこう つよし）
3年生のゴールキーパー（背番号は「1」）。
江ノ島高校の李の様に高い運動能力を誇る。
伊庭 健太郎（いば けんたろう）
鳳凰学園の監督。
選手経験は0だが、10年前に岩城が率いる江ノ島高校が全国大会で活躍する姿に感動し、サッカー部の顧問を引き受けることにした。
選手には、選手自身に考えさせ、判断させることを重視している為、サッカー未経験者の名ばかり顧問の姿を見せるが、実際はイギリスでコーチングライセンスを取得し、的確な戦術指示を出すことができる。
チームが窮地に陥るまで、自身が主導して采配を振ることは少ないが、必要な助言は向日葵を介して伝えていた。
全国高校サッカー選手権大会後は、日本高校選抜の監督として、チームを優勝に導いた。
日向 向日葵（ひゅうが ひまわり）
鳳凰学園高校サッカー部のマネージャー。
幼少期から体が弱く、昏睡状態になることもあったが、サッカーを始めたことで徐々に丈夫になる。
サッカー選手としてお世辞にも上手い選手ではなかったものの、誰よりもサッカーをすることを楽しんでいた。
サッカーを楽しむ姿は鳳凰学園のサッカースタイルをも変え、チーム一丸でサッカーを楽しむチームへとなった。
チームが全国大会出場を果たすも、大会直前に司馬に喫煙の濡れ衣がかかったことにより、出場が危ぶまれてしまう。向日葵の必死の捜索により、全国大会出場が叶うが、向日葵自身は冬場にもかかわらず長時間雨に打たれ、元々体が弱かったこともあり、髄膜炎を発病してしまい、昏睡状態に陥ってしまう。
全国大会は昏睡状態のまま、病院と会場を結ぶテレビ電話で母親を介し状況が伝えられる。江ノ島高校と鳳凰学園の試合が終わった直後に目をさまし、回復の兆しを見せた。

### 日本代表

#### 日本代表（サムライブルー）
桜井 一青（さくらい いっせい）
声 - 桐本琢也
U-16日本代表の監督。
合宿初日に100人以上の選手を招集し、そのほとんどをその日のうちに帰すという厳しい方針を採る。
ふざけがちな荒木に対し、傑を引き合いに諌めた。
なぜか、入浴時にシャンプーハットとおもちゃを持ちこんでいるというお茶目な一面がある。
若菜 和志（わかな かずし）
U-22日本代表の監督。
東京ジュニアーズを強豪クラブに導いた実績を持つ。
年功序列に縛られず、選手個々の経験よりもセンスを重視し、U-22日本代表に高校生を招集するなど、大胆な改革を行う。
見た目とは裏腹にフリーキックの名手であり、荒木に対し実演をして見せた。
「サッカーはコミュニケーションのスポーツ」を持論としており、練習から選手間に「呼び合い」を導入したり、選手間の距離を縮めるために毎日、相部屋の相手を変えるなど、普段から選手のコミュニケーションを大切にしている。
指導力に優れ、若森や轟、倉知といった選手の才能を見出している。
引退後はイングランドに留学しコーチング技術を学ぶ。
荒木 竜一

佐伯 祐介

世良 右京

鬼丸 春樹

風巻 涼

島 亮介（しま りょうすけ）
声 - 関智一
U-16日本代表（背番号は「5」）→日本高校選抜（背番号は「3」）。千葉県の八千草高校のディフェンダー。
初招集で硬くなっていた駆の緊張をほぐすため、初招集の洗礼（イタズラ）を仕掛けた。
中学時代にはサッカーと同時に合気道の全国大会に出場していた変わり種で、自らのディフェンス時に合気道を取り入れている。
全国高校サッカー選手権大会開会式では選手宣誓を務めた。
対人守備に優れ、江ノ島高校戦では駆のφトリックを封じ込めるも、試合終盤に駆が会得したφトリック・レボリューションで突破を許し、決勝点を決められてしまった。
選手権後は、U-22日本代表合宿に招聘されるも、合気道を用いたディフェンスは無力化され、代表から落選する。その後日本高校選抜に選出され、国際大会で経験を積み、日本高校選抜の優勝に貢献した。
元々はユース昇格を考えていたが、八千草高校監督の三船の攻守一体のサッカー哲学に惹かれ、ユース昇格を蹴って八千草高校に入学を決意する。
遠野 幹也（とおの みきや）
声 - 木村昴
U-16日本代表（背番号は「1」）→U-22日本代表（背番号は「17」）。三重県の四日市実業高校のゴールキーパー。
公太のように顔には出ないが、平然とエロ本を合宿に持ち込んでいる。島とともに駆たちの初招集を洗礼で祝った。
身長は195cmあり、握力も左右80kgに達するなど、GKとして恵まれた体格を持つ。大柄な選手にありがちな足元も弱点とはならず、鉄壁の守備を誇る。
世代別代表を歴任し、GKとして将来のA代表は確実と評され、ボールを捌く技術や1対1の強さは勿論のこと、ゴールマウスの大きさを正確に把握し、ボールを見送るか否かを判断するなど、頭脳も優れている。
手首のスナップを効かせボールに回転をかけることでシュートを弾き出す技術を会得しているなど、プロ顔負けの技術を持ち合わせ、同年代のゴールキーパーの中では頭一つ跳びぬけた存在である。
選手権後は、U-22日本代表に選出され、親善試合のブラジル戦・五輪二次予選のクウェート戦に出場している。
2年次の夏以降は2部リーグのカステッロ姫路に特別指定選手として入団。後半戦から不動の守護神として君臨し、駆・四季のホイップキックを完璧なタイミングで止めて見せた。
秋本 直紀（あきもと なおき）
声 - 林和良
U-18日本代表。神奈川県の経政大付属湘南高校のフォワード。
神奈川で3本の指に入るFWと言われ、U-18日本代表では鷹匠とツートップを組む。
倉知 快人（くらち かいと）
U-22日本代表のキャプテン（背番号は「10」）。ポジションはミッドフィールダー
ドイツフランクフルトの左サイドのレギュラーを担い、ヨーロッパの「速さ」を知っている。
若菜が東京ジュニアーズの監督時代に指導を受けており、若菜に全幅の信頼を寄せる。
攻守の切り替えが速く、寄せも速いことから本職のトップ下以外にもボランチもこなし、守備面でもU-22日本代表に大きく貢献する。
ドイツでは「シフォローゲ（心理学者）」と呼ばれ、相手の心理状態を読み取り、したたかなプレーを見せることもある。
佐木 ハロルド（さき　はろるど）
U-22日本代表（背番号は「4」）。ディフェンダー
埼玉大宮オランジェ所属。
恵まれた体格を持つ、日本では珍しい大型のセンターバック。
守備力の高さは勿論のこと、攻撃面でも強烈なミドルシュートを放つなど、リベロの素質もある。
前監督政権下にも選出された経歴もあり、前監督のやり方にはあまり賛同できない様子である。
礼儀正しく、U-22日本代表で年下のメンバーに対しても敬語を用いている。
生前の逢沢傑と共にプレーしたことがあるのか、駆と挨拶を交わした際は、駆に対し無念の気持ちを明かしている。
若森 龍樹（わかもり りゅうき）
U-22日本代表（背番号は「9」）。フォワード。
東京ジュニアーズ所属。
若菜監督に才能を見出された選手の一人で、16歳の頃からJリーグの試合に出場し、轟と共に東京ジュニアーズの1部復帰の原動力になった。
ダッシュ力とコース取りの巧さやボディーバランスに優れ、相手と競っても簡単に倒れることはない。ボールへの執念も持ち合わせ、泥臭くゴールを狙う姿から『魂のアタッカー』と称される。
奈々の大ファンで、合宿中に奈々と会話できるチャンスを逃してしまい、落ち込んでいた。
既に欧州のクラブから複数のオファーを受けているものの、五輪代表に集中するため断り続けている。
前シーズンの新人王に選出されている。
近藤 拓美（こんどう たくみ）
U-22日本代表（背番号は「12」）。フォワード。
長身ながら足元の技術も優れている。
奈々の大ファン。
石井 和也（いしい かずや）
U-22日本代表（背番号は不明）。フォワード。
石渡 翔悟（いしわたり しょうご）
U-22日本代表（背番号は「7」）。ミッドフィールダー。
仙台所属。
ユーティリティプレーヤーとして攻撃的ミッドフィールダーだけでなく、ボランチもこなす。
20歳にして所属チームのエースナンバーを背負う。
前線からのプレッシャーに優れ、紅白戦でもその片鱗を見せた。
奈々の大ファン。
安川 走斗（やすかわ そうと）
U-22日本代表（背番号は不明）。ミッドフィールダー。
轟 大輔（とどろき だいすけ）
U-22日本代表（背番号は「8」）。ミッドフィールダー。
東京ジュニアーズ所属。
若菜監督に才能を見出された選手の一人で、16歳の頃からプロの試合に出場し、若森と共に東京ジュニアーズの1部復帰の原動力になった。
韓国・ブラジルU-22代表との親善試合ではボランチとしてスタメンに名を連ねるも、韓国戦ではヨーロッパでプレーをする朴の速さに対応できず、途中交代をしている。
五輪二次予選のクウェート戦ではアウェーの洗礼を受け、不可解なイエローカードをもらってしまった。
荒木とはU-15で共にプレーしたことがある。
中条 渉（なかじょう わたる）
U-22日本代表（背番号は不明）。ディフェンダー。
赤間 弓彦（あかま ゆみひこ）
U-22日本代表（背番号は不明）。ディフェンダー。
幕張 健吾（まくはり けんご）
U-22日本代表（背番号は「18」）。ディフェンダー
湘南ブルーインパルス所属（背番号は「17」）。プロフィール：誕生日は5月6日、血液型はB型。
サイドバックとして優れたスピードと切り返しのテクニックを持ち合わせ、U-22日本代表でレギュラーの座を掴んでいる。
一見気の弱そうなイメージを持たれがちだが、毒舌的な一面や芯の強さを持ち合わせている。
世良とはユース時代のチームメイトではあるものの、合宿中に相部屋になっても、世良が語学の勉強に夢中になり、一言も喋らなかったという。
実力的には上位のクラブチームでも十分プレーできる力を持っているものの、幼いころにプロを目指すきっかけとなった生島と共にプレーをする為にチームに残っている。
クラブチームでは駆たちが入るまで最年少ということもあり、パンツを脱がされるなど弄られ役が定着している（駆たちが入団後は弄られ役から解放されると思っていたが、駆を弄ったら本気で可哀そう・公太を弄っても意味がないということから結局はこれまで通り弄られ役のままとなっている）。
城 達哉（じょう たつや）
U-22日本代表（背番号は不明）。ディフェンダー
沖名 太陽（おきな たいよう）
U-22日本代表（背番号は「3」）。ディフェンダー。
大阪SCに所属。
50m走6秒フラットのスピードと運動量に定評があり、「左サイドのダイナモ」と称され、ガッツあふれるプレーをする。
眞弓 慎一郎（まゆみ しんいちろう）
U-22日本代表（背番号は「1」）。ゴールキーパー。
ホーネット福岡所属（背番号は「1」）。
ゴールキーパーとしての思い切りの良さが持ち味で、バイタルエリアギリギリのところからボールを奪いに行く。
韓国・ブラジルU-22代表との親善試合ではスタメンに名を連ねるも、ブラジル戦では指を負傷する。
その後は回復し、五輪二次予選に出場するも、クウェート戦ではアウェイの洗礼を受け、不可解な判定・それに対する抗議から退場処分を受けてしまった。
ブルーインパルス戦では、ホイップキックを受けてみたいと金森に志願し、ミドルシュート且つシュート方向を限定するという条件付きながらも止めて見せた。
同じポジションの遠野には対抗心を燃やしている。好物はホーネット福岡のスポンサーでもある福岡土産として有名な洋風まんじゅうの博多もん。
木嶋 耕一郎（きじま こういちろう）
U-22日本代表。ゴールキーパー。

#### 女子日本代表（なでしこジャパン）
一色 妙子（いっしき たえこ）
声 - 日髙のり子
なでしこジャパンのフォワード、背番号は「10」。
なでしこジャパン指折りの美女にして、チームを支えるエースストライカー。25歳、身長172cm、愛称は『タエ』。
奈々との初対面で資質を感じ、本人いわく「イジワル」で奈々をなでしこジャパンに誘い、親善試合で期待以上の実力を発揮した奈々を認めた。
強力なシュート力をはじめ、ポジショニングや飛び出す動き、パスセンスに優れ、攻撃の起点となりながらゴールを狙う。または守備面でも相手の攻撃を読み、的確に指示やフォローを行う。
女子ワールドカップでは本選直前に負傷してしまい、本選に出場することは叶わなかった。
直美とともに竹田が監督であることを不安視する。
美島 奈々

群咲 舞衣

中江 美奈（なかえ みな）
声 - 村中知
なでしこジャパン、不動のディフェンダー。
22歳、身長169cm。ファッション誌でモデルの経験があり、島曰く「ナイスバディ」。アニメ版では竹田に『カナ』と呼ばれている。
中村 千佳（なかむら ちか）
声 - 富樫美鈴
なでしこジャパンのミッドフィールダー。背番号は「6」。
大月 さくら（おおつき さくら）
声 - 野田順子
なでしこジャパンのミッドフィールダー。舞衣から『ツッキー』と呼ばれる。
花井 美咲（はない みさき）
声 - 笹島かほる
なでしこジャパンのミッドフィールダー。ボランチを務める。
福田 由里（ふくだ ゆり'）
声 - 酒井夏子
なでしこジャパンのゴールキーパーで背番号は「1」。身長178cmで、なでしこジャパンでは最も背が高い。
五島（ごとう）
声 - 三ツ矢雄二
なでしこジャパンの監督。後述の竹田の前任者。
奈々の存在を知り、事情も把握したうえで直接頼み込み日本代表（なでしこジャパン）に招集した。
女子日本代表の現状を一色とともに嘆くが、奈々の加入後はヨーロッパの強豪クラブや強豪国らを相手に結果を出し、なでしこジャパンを盛り上げる。しかし心臓の持病で倒れ、已む無く辞任した。
竹田 伸司（たけだ しんじ）
声 - 三ツ矢雄二
元サッカー解説者で、なでしこジャパンの現監督。
解説者時代は時折、的確なコメントをしながらも、ほとんど仕事そっちのけで、奈々や舞衣の姿に夢中になっていた（実況者によく呆れられていた）。
五島の辞任に伴い、自ら立候補してなでしこジャパンの監督に就任。立候補の理由は「タレント揃いのチームに世界をみた」として、「2部上位クラブからの監督就任オファーを蹴ってまでも、女子日本代表の指揮を執る」と熱弁しているが、就任時に選手たちと飲み会や記念撮影をしたり、練習中に選手の姿を見て鼻の下を伸ばしたりとその真意は不明。
彼の監督就任は稲葉を悩ませ、一色は苛立ち、奈々から就任の話を伝え聞いた駆までが不安に思うほど。
稲葉 直美（いなば なおみ）
声 - 笹本優子
なでしこジャパンのスタッフ。竹田の言動に常に頭を悩ませており、彼が監督である事こそ、なでしこジャパンが抱える（唯一の）不安とこぼす。

### 海外の選手

#### 韓国
金 大順（キム デスン Kim Tae-Seung ）
声 - 三戸耕三
U-16韓国代表のミッドフィールダー（背番号は「2」）。プロフィール：誕生日は2月4日、血液型はO型。
辻堂学園のエースとして活躍し、現在は中退して韓国でプレーしている。
スピード、シュート力、ドリブル突破を高いレベルで併せ持つ。また、フリーキック並みのロングスロー（「レーザービームスロー」）が最大の武器である。
強気な姿勢で言動は荒っぽいが、逆境や危機に対しても精神的に強い。日本語を話せることから通訳を担ったり、咄嗟の判断で周囲に手を貸したりと周囲に気を配ることもある。
AFC U-16選手権では得意のロングスローでU-16韓国代表の優勝に貢献した。また、大会後荒木や朴と共にテロリストを倒した。
朴 鐘玄（パク チョンヒョン Pak Chong-Hyon ）
16歳にしてフランスの1部リーグオリンピック・マルセイユで活躍する選手。U-16韓国代表（背番号は「10」）→U-22韓国代表のミッドフィールダー（背番号は「10」）。『韓国の至宝』、『アジアのジダン』の異名を持つ。
荒木からはジダンにちなんで髪の生え際が高いことをからかわれた。
卓越したドリブル技術を用いた『ソウル・ルーレット』を武器に相手を抜き去り、豪快なミドルシュートも持っている。又、視野が広く危険察知能力も持ち合わせている為、FWにもかかわらず積極的に守備に参加する。
AFC U-16選手権では高い打点からのヘディングから得点を挙げ、U-16韓国代表の優勝に貢献し、自身も大会MVPとベストイレブンを獲得した。
AFC U-16選手権後に発生したテロ騒動では荒木や金と共に解決し、飛行機に乗り遅れそうな荒木をバイクで空港まで送った。荒木との会話は言語の事情から片言だったが、お互いにFIFA U-17ワールドカップでも再会を約束した。
その後、U-22韓国代表に選出され、荒木と再会。ヨーロッパで培った経験を活かし、日本代表を翻弄。1得点を挙げる活躍をしている。
洪 正秀（ホン ジュンス）
U-22韓国代表のフォワード（背番号は「11」）。
韓流アイドル並みのルックスを持ち、韓国でも人気のストライカー。実力も折り紙付きで17歳にしてU-22韓国代表に選出されている。
林 東国（イム ドンク）
U-22韓国代表のディフェンダー（背番号は「3」）。
『消防士』の異名を取るCB。間合いの取り方が上手く、フィジカルも強い。又、素早いプレッシャーを仕掛けることで相手のシュート機会を封じる。
U-22日本代表戦でもその異名通り、ことごとく日本の攻撃陣を封じ込め、1失点に抑えた。
黄 龍大（ファン ヨンデ）
U-22韓国代表のディフェンダー（背番号は「6」）。
50m5秒台の俊足と驚異のスタミナを誇る左SB。
U-22日本代表戦では得意のスピードを見せるも、鷹匠のフィジカルには敵わず、突破を許してしまい同点へと繋がってしまった。

#### ドイツ
ミーナ・マイヤー（Mina Meier）
声 - 池澤春菜
SFフランクフルトの10番を背負うドイツ女子代表。（登場時）18歳ながら同クラブのエースにして次期ドイツ代表のエース。
180cmの長身と無駄のない細身で軽やかにプレーする姿から、『ピッチの白鳥（Ein Schwan auf dem Rasen）』の愛称で呼ばれる。またその抜群のルックスでファッションモデルの経験があり、『女子サッカー界のシャラポワ』と称される。
優れたドリブル、クロス、シュートで鮮やかな攻撃を生み出す司令塔。
当初は奈々（と日本代表）を上から見ていたが、プレーの中でまだまだとしながらもその可能性を評価した。彼女の言葉は奈々の迷いを絶つきっかけとなった。
カール・フォン・ゼッケンドルフ
18歳にしてドイツ代表に選出。
『皇帝』、『宇宙人』と称されるフランクフルトの天才リベロで傑が同年代で唯一抜くことができなかったディフェンダー。
一見隙だらけに見えるディフェンスだが、フェイントに釣られるという感覚がなく、先を読み切り、その瞬間を潰すことでどんなフェイントも意味をなさない。
圧倒的な存在感を放ち、その一睨みは見方を畏怖させ、まるで完璧なプレーを要求しているかのようである。
シュート力も優れ、ロケットランチャーの如くとてつもない破壊力を誇る。
傑・倉知・荒木の3人の日本人に興味を示している。
かつて貴族階級だった一族の出身で、今もなお家族と共に城に住む。傑が亡くなったことは知らないようである。
アンジー・ゼッケンドルフ
カールの妹。
兄同様、ドイツ代表に選出され、ワールドカップでミーナに紹介された奈々とのマッチアップをすることで、ディフェンス面の弱点を指摘する。
貴族階級出身ということに興味はなく、むしろ無駄に家が広いことや父の貴族の誇りについていけない部分を見せるなど不満を抱いている。

#### ブラジル
マルコ・アントニオ
U-22ブラジル代表のフォワード（背番号は「17」）。
163cmという小柄な体格から「ちびマルコ」の意味である「マルキーニョ」の渾名を持つ。
15歳にして国内の2部リーグでデビューをし、デビュー戦で2ゴールを挙げレギュラーに定着。シーズン得点ランキング3位となる15ゴールを挙げ注目を浴びる。
小柄な体格を活かした突破力や上述した得点能力に定評があり、シルバからは駆同様、エリアの騎士になれる存在と期待される。
シルバとは幼少期からの知り合いで、彼が関心を示す駆に対し、対抗心を持っており、シルバに振り向いてもらうためにハットトリックを決めたり試合後ユニフォーム交換をした駆に嫉妬する場面が見受けられる。
U-22日本代表戦では、上述の通りハットトリックを挙げる活躍を見せる。
ダンテ・ガルシア
U-22ブラジル代表のフォワード（背番号は「12」）。
イタリアのASローマに所属。
マルコの話題性の陰に隠れがちだが、『ICBM』と称される強烈なシュート力を持ち、U-22日本代表戦では1得点を挙げ、その際にGK真弓の指を負傷させた。
アンドレ・ラモス
U-22ブラジル代表のミッドフィールダー（背番号は「10」）。
イングランドのリバプールFCに所属。
既にブラジルのA代表も兼ねトップ下として双方で活躍をしている。
ドリブル・パス・シュートといったすべての能力が高水準に位置し、U-22日本代表戦では得点こそなかったものの、ドリブル突破で翻弄したり、FKからチャンスメイクをするなど、実力を見せつけた。
試合後は、荒木にせがまれ強引にユニフォーム交換をさせられた。
アレックス
U-22ブラジル代表のミッドフィールダー（背番号は「9」）。
日本のマゼンダ大阪に所属し、ボランチとして活躍をする。
ロベルト・サントス
U-22ブラジル代表のディフェンダー（背番号は「3」）。
スペインのバレンシアCFに所属。
ラモス同様、A代表も兼任している。
U-22日本代表戦では、試合終盤に駆のシュートをシャットアウトし追加点を阻止した。
ロペス・フェリペ
U-22ブラジル代表のディフェンダー（背番号は「6」）。
ブラジルのECバイーアに所属。
非常に豊富な運動量を持つ左SB。
エジソン
U-22ブラジル代表のディフェンダー（背番号は「5」）。
フランスのパリ・サンジェルマンFCに所属。
非常に豊富な運動量を持つ右SB。
マリオ・コスタ
U-22ブラジル代表のゴールキーパー（背番号は「1」）。
ブラジルのサンパウロFCに所属し、21歳にして、正GKの座を確保している。

### クラブチーム

#### 湘南ブルーインパルス
主力が移籍したことで3部落ち寸前となった2部リーグの中でも下位のチーム。駆、四季の加入により快進撃を続け、2部リーグ優勝を飾り、晴れて1部へと昇格を果たした。翌年には織田の加入を経て、昇格1年目にして1部リーグ優勝をやってのけている。スポンサーはマリンスポーツや水族館などのアミューズメント複合施設を営む「アクア リゾーツ 湘南」。
橋谷 孝太郎（はしたに こうたろう）
湘南ブルーインパルスの監督。愛称は「コー」。プロフィール：誕生日は10月30日、血液型はO型。
元日本代表のディフェンダーで、主力が移籍し、3部落ちが噂されるクラブを預かる。
駆の加入を選手たち同様、当初は快く思っておらず、クビをかけてでも突っぱねるつもりでいたが、チームにとって必要な存在となったことで彼を認めるようになった。
現役時代は8年間もの間、誰にもA代表のレギュラーを譲らず君臨。その経験を活かした戦略を打ち立てる。
城島 豊（じょうじま ゆたか）
元日本代表のフォワード。背番号は「10」。プロフィール：誕生日は6月11日、血液型はO型。
かつてはプロ1部リーグにおいて通算99得点、国際Aマッチ18得点を記録し、サッカーをやる者なら誰しもが憧れるスーパースターだった。
42歳の現在も現役にこだわり続け、全盛期からは考えられない破格の年俸で契約を交わし湘南ブルーインパルスに移籍。愛称は「ジョー」。
40代を超えても尚、勝負所でのダッシュ力は衰えてなく、FWとしてボールを引き寄せる引力も健在。
生島 耕助（いくしま こうすけ）
湘南ブルーインパルスのディフェンダーであり、キャプテン。背番号は「4」。
プロフィール：誕生日は2月28日、血液型はA型。初登場時は30歳。
かつて「ミスター・インパルス」「闘将」と呼ばれたベテランCBであり、幕張の憧れの存在。
駆が加入した当初は、どん底に落ち込んでいたチームの士気を盛り上げる名目で練習後のグラウンドで毎日のように酒を飲んでいたが、自身の憂さ晴らしをする宴会となってしまった。しかし、駆のひたむきさに次第にサッカーへの情熱を取り戻していった。
改心後はグラウンドでの飲酒を止め、家でもノンアルコール飲料を飲むようになった。また、筋トレや早朝のランニングを再開する。
A代表に招集された経験があるが、試合の最中に膝を負傷してしまう。チームの弱体化も合わさり、駆の加入まで自堕落な振る舞いをする要因となってしまった。
美人な妻と娘・カコがいる。愛称は「イク」。
逢沢 駆

幕張 健吾

織田 涼真

中塚 公太

四季 遥（しき はるか）
湘南ブルーインパルスのミッドフィールダー、18歳。背番号は「18」。
プロフィール：誕生日は4月2日、血液型はB型。好物はティラミス。
ロペスの退団後に加入した。ピッチ全体を把握できる「鳥瞰視点（バードアイ）」を持つ天才。
10歳から14歳までスペイン1部チームの下部組織に所属していたが、左目が見えないことでチームを追い出され、その後ヨーロッパのクラブチームを転々としていた。
当初は左目のことを隠してプレーしていたが、守備をほとんどしないことでチーム内に不満が生まれてしまう。
駆がチームの前で秘密を喋ってしまったことでチームを去ろうとするが、駆の必死の説得により、もう一度ピッチに立つことを決める。
秘密がチーム内にバレてからはチーム全体が守備をカバーしてくれるようになり、攻撃面でチームの勝利に貢献。
リベルタ横浜戦以降はサッカーの楽しさを思い出し、試合中に笑顔を見せるようになった。
日本ではあまりいない「ホイップキック」の使い手であり、駆がかつてホイップキックを身につけていたことを見抜き、ストライカーとしての才能を引き出そうとする。
外国での暮らしが長いため、チームメイトは年齢に関係なく呼び捨て。傑と面識がある。
テレビ越しながらも試合中の両チームの意図を的確に見抜くなど、奈々以上の戦術眼・分析力を持ち合わせている。
楠 重嗣（くすのき しげつぐ）
湘南ブルーインパルスのミッドフィールダー、23歳。背番号は「9」。
プロフィール：誕生日は3月19日、血液型はA型。愛称は「シゲ」。
岩城の大学時代の後輩。怪我がなければ横浜エルマーレスに移籍してトップ下をやっていたと言われる実力を持つ。
憧れの岩城が江ノ島高校の監督をやっていたことを快く思っていなかった。
駆の加入当時は左サイドだったが、ロペスの退団でトップ下に入る。
キックの正確さなら1部の上位クラスともいわれる。
ユース代表の経験があり、若菜から直接指導を受けたことがある。
横浜に向けて指を指すパフォーマンスを行ったが、逆の方向を指してしまうことから方向音痴の可能性がある。
神涯寺 蹴斗（じんがいじ しゅうと）
湘南ブルーインパルスのミッドフィールダー、24歳。背番号は「5」。
プロフィール：誕生日は3月24日、血液型はAB型。愛称は「ジンガ」。楠からは「シュウさん」と呼ばれている。
当初は生島たちと揃って練習後のグラウンドで酒を飲んでいたが、駆の正論にグラウンドでの飲酒行為を止める。
『クセモノ』の異名を持ち、人を喰ったようなプレーを得意とする。
駆に初めてFWとしてのパスを出した。
マリオ・ロペス
湘南ブルーインパルスのミッドフィールダー、35歳。背番号は「12」。
ブラジル出身で、チームの司令塔。愛称は「ロペ」、神涯寺からは「ロペっち」と呼ばれている。
チームに加わったばかりの駆を初めて認めてくれた人物。
母親が病気で倒れたため、京都FC戦を最後にチームを退団した。
ブラジルに帰ってからは母親の世話しながら地元チームでプレーしている。
大迫 裕巳（おおさこ ひろみ）
湘南ブルーインパルスのミッドフィールダー。26歳。愛称は「ヒロ」。
キム・ヨンジュン
湘南ブルーインパルスのディフェンダー。29歳。愛称は「ヨン様」。
かつては韓国A代表候補にも挙がる実力者で、相手の動きを読んでディフェンスを行うプレーを得意とする。
木村 海人（きむら かいと）
湘南ブルーインパルスのディフェンダー。28歳。愛称は「カイト」。
界 雅明（さかい まさあき）
湘南ブルーインパルスのゴールキーパー。27歳。
山田 豪（やまだ ごう）
湘南ブルーインパルスのゴールキーパー。20歳。
間宮 伸司（まみや しんじ）
湘南ブルーインパルスのミッドフィールダー。背番号は「7」。
ロペス退団後の宇都宮FCとの試合ではトップ下に入った楠の代わりに左サイドを担うが、慣れないサイドに苦戦。この試合を見ていた四季からは「ヘタクソ」呼ばわりされた。
四季の加入によって、左サイドのポジションを奪われる。

#### 横浜エルマーレス
プロ1部リーグ。スポンサーは肉厚のガッツリ系バーガーが人気の「バクバクバーガー」と、鳩モナカが人気の「ハトポップ」。
指宿 陽治（いぶすき ようじ）
横浜エルマーレスの監督。
鷹匠 瑛

飛鳥 享

岩城 鉄平

#### 東京キングダム
ラウル・槙野（らうる まきの）
東京キングダムの監督。
何事においても完璧を求め、湘南ブルーインパルス戦では前半で圧倒的なリードを保ちながらも油断を生じさせない様にチームを引き締めたり、駆のΦトリックに対し、研究不足を露呈したチームスタッフを厳しく叱責した。
力王 陽平（りきおう ようへい）
東京キングダムのキャプテン。大型ミッドフィールダーとしての呼び声が高い。背番号は「10」。
愛称は「リキ」。
中村 武蔵（なかむら たけぞう）
東京キングダムのフォワード。現役高校生ながらプロ契約を交わしている。背番号は「18」。
泥臭くも直向きにゴールに向かう姿勢や突破力に定評があるものの熱くなりやすいところもある。
世代別代表に招集を受けているものの、クラブチームで結果を残してからと辞退し続けている。
幼少期から東京キングダムのファンで、2部リーグに降格した瞬間を観客席から見て涙を流していた。
試合中は生意気な態度が目立つが、基本的には礼儀正しい。愛称は「ムサシ」。
迫田 晋（さこた しん）
東京キングダムのディフェンダー。守りの要を担うCB。怪我から復帰したばかり。
「ミスター・キングダム」の異名を持つ。愛称は「サコ」。

#### カステッロ姫路
播磨 健介（はりま けんすけ）
カステッロ姫路のディフェンダー。鉄壁の守備を誇る姫路の大黒柱。背番号は「19」。
日本代表の候補として名前があがるほどのCB。播磨1人で3人分の働きを行える。
隙のない華麗なディフェンスから姫路城の別名にちなんで「白鷺（シラサギ）」の異名を持つ。
湘南ブルーインパルス戦では、駆による交代覚悟の全力フリーランに振り回され先制点の要因を作ってしまった。
遠野 幹也

#### 京都FC
中村 勇作（なかむら ゆうさく）
京都FCの監督。
石田 準正（いしだ じゅんせい）
京都FCのエース。背番号は「10」。

#### ソレイユ千葉
瀬古 勇太

板東 翔太

中嶋 岳人（なかじま がくと）
ソレイユ千葉のミッドフィールダー。チームのキャプテンであり、トップ下を担う。背番号は「10」。
瀬古からは「がっくん」と呼ばれているが、本人は認めていない。

#### リベルタ横浜
プロ2部リーグ。スポンサーは横浜初のカレー専門店「bay-curry」と、企業向け人工衛星の開発をしている「横浜重工」。
東郷 元成（とうごう もとなり）
リベルタ横浜のミッドフィールダー。背番号は「10」。愛称は「ゴー」。
2部所属ながらA代表に招集される実力を持つ。
視野の広さと的確な読みで「元帥」と呼ばれている。
海堂 道彦

#### ホーネット福岡
昨年まではプロ1部リーグだったが、金森の怪我をきっかけに2部に落ちている。スポンサーは福岡の老舗めんたいこメーカーの「福岡たらこ」と、福岡土産で有名な洋風まんじゅうの「博多MON」。
藤宮 吾郎（ふじみや ごろう）
ホーネット福岡の監督。
金森に言われるまで四季の左目が見えないことに気づかなかった。
金森 拓馬（かなもり たくま）
ホーネット福岡のディフェンダー。背番号は「4」。愛称は「タク」。
プロフィール：誕生日は10月18日、血液型はA型。
江ノ島高校の卒業生で、岩城の2年先輩にあたる。江ノ高初のプロ選手。
去年は怪我が原因で試合にほとんど出られず、チームが2部に落ちるきっかけを作った。
フェイントをディフェンスに用いるなどアグレッシブなディフェンスを展開。パスの出し手と受け手の距離を正確に把握し、一瞬早く動き出すことで、パスルートを遮断する。
眞弓 慎一郎

飯島 豊（いいじま ゆたか）
ホーネット福岡のミッドフィールダー。背番号は「10」。愛称は「ユタ」。
プロフィール：誕生日は4月29日、血液型はO型。
五輪代表候補。得意技は「めんたいルーレット」。

#### 東京ジュニアーズ
プロ1部リーグ。
若森 龍樹

荒木 竜一

佐伯 祐介

### 江ノ島高校の家族
駆の父
声 - 田原アルノ
酔っては「シースー（寿司）」を手土産に帰ってくる陽気な父親。
傑が脳死状態を医師に告げられた際、その心臓で生死を彷徨う駆を救う決断をした。駆の回復後は、時折息子が苦悩する姿を気にかけている。
逢沢兄弟の父親ながら、サッカーは素人で息子たちに対し、プレーに関してのアドバイスを送ることはない。ただ、チームのためにできることは何かを問いかけるなど、人生経験で培ってきたことを基にアドバイスを送ることはある。
アニメ版では、「逢沢衛」という名前が与えられている。
駆の母
声 - 佐久間レイ
普段は笑顔を絶やさない優しい母親。クセのある子供に手を焼く。駆が心臓移植によって回復後も、度々息子の身体を気遣っている。
注目されがちな傑の影に駆が隠れがちだったことを気にしていたようで、駆が候補とはいえ代表に招集された際には涙ながらに祝福した。
駆と奈々が親しいことを喜ぶが、駆では釣り合わないのではと申し訳なく思うことも。
アニメ版では、「逢沢詠子」という名前が与えられている。
逢沢 美都（あいざわ みと）
声 - 真堂圭
駆と傑の妹。登場時は小学生。昔から駆が奈々に想いを寄せていることを知っており、そのことで駆をからかうことも。
食事の際、母にわがままを言っては困らせる。なお駆が食事中に考え事をする際、なぜか彼女の下着を手にしている。
レオナルド・シルバの熱烈なファン。
奈々の母
声 - 永島由子
荒木の母
声 - 堀越真己
初対面の奈々と意気投合し、荒木のダイエットの協力を快諾した。かつては実業団のバレーボール部でセンターと司令塔を務め、「新・東洋の魔女」と呼ばれており、その美貌からアイドル的存在でもあった経歴を持つ。しかし、出産後太ってしまったが、荒木の食生活を改善し、自身もダイエットした結果、現在では若いころの姿へとみちがえるくらいになった。
高瀬家 
高瀬道朗の家族。道朗が中学2年生のときに家が破産し、父はタクシーの運転手、母はパートに出て、道朗もアルバイトで家計を助ける。
道朗の2つ下の弟・卓朗（たくろう声：久保田竜一）と妹・千佳（ちか 声：五十嵐裕美）がいる。卓朗もバスケットボールをやっており、兄から「好きなスポーツ続けろ」と言われたことで続けているが、道朗が辞めたことを残念に思っている。

### その他の主な人物
峰 綾花（みね あやか）
声 - 大原さやか
鎌倉中央病院の臨床心理士（カウンセラー）。
生前の傑のカウンセリングを担当。現在は駆のカウンセリングを担当し、事故や傑の死、心臓移植に伴うメンタルケアと回復の経過を見守る。
傑のことになると感情的になる。中学最後の駆のプレーを見てからは、心臓移植に伴って傑の記憶や魂が駆に受け継がれたと考えるようになり、その後も駆が神懸かり的なプレーをする度に、傑の存在が表出したと喜ぶ言動を発する。
江ノ島サッカー部監督の岩城とは高校時代の同級生で、当時の江ノ島FCマネージャー。しかし当時生じた確執に加え、駆が進むべき方向性で岩城とは衝突を重ねる。岩城に対し「自分の言うことを彼が聞いていれば今頃は一流のプレイヤーになった」と発言している。
城之内 健吾（じょうのうち けんご）
声 - 黒田崇矢
駆（と傑）、奈々たちを追うフリーランスのジャーナリスト（ライター）。
奈々に注目し追う過程で、駆と奈々が親しいこと、逢沢兄弟の心臓移植のことなどを知って興味を持ち、スクープのネタにしようとしている。また、舞衣にも注目し、駆と一緒にいたところを目撃している。息子がいたが亡くなっており、そのことで高校サッカーに対して、恨みじみた感情を抱いている。
かつては、日本サッカー記者の中で5本指に入る有名なライターであったが、息子を亡くしたことを機に、ゴシップ記事を書くフリーライターへと転身している。
全国高校サッカー選手権の期間中、江ノ島高校が敗退すれば、直ぐにでも逢沢兄弟の心臓移植の事実や奈々・舞衣のゴシップ記事を明るみにする約束を上司と交わすも、決勝戦で奮闘する江ノ島高校と東京蹴球学園の姿を見るなかでサッカーへの情熱を取り戻し、記事を公表することを諦めた。
その後は、サッカーの世界に復帰し、親善試合を終えた駆や荒木に鋭い質問をぶつけてきた。
ロベルト（Roberto）
声 - 得丸伸二
レオナルド・シルバの代理人。彼のことを『レオ』と呼ぶ自称「兄貴分」だが、彼には何かと手を焼く。
レオが13歳のときには既に、スペインのクラブユースの練習に参加させ、担当者に早期オファーを促すなど、早くから彼を売り込んでいた。
そのためか、数年後には欧州中のクラブから多数のオファーを集めたが、レオ自身はサッカー後進国日本の新設校・東京蹴球学園高校への留学を選んだ。レオの発言によれば、ロベルトは多額のギャランティを条件に承諾したようである。
柴田 美和（しばた みわ）
サッカー代理人。
駆をスカウトした人物であり、城島や四季の移籍にも関わっている。

## 用語
エリアの騎士（エリアのきし）
本作において、勇猛果敢にペナルティエリアへと侵入し、その中でパスを受け、決定的な仕事が出来るストライカーのこと。
攻撃的ミッドフィールダー（司令塔）がチームの指揮を執ってピッチ上で君臨することを『王様』と称するのに対し、チャンスを確実にゴールへと結びつけることが出来るフォワードを『騎士』（ナイト）という。
中学生ながら、逢沢 傑やレオナルド・シルバは日本代表の決定力不足はそうした選手の不在が原因の1つとして分析している。
傑の日記
逢沢傑の部屋に残されていた日記。サッカーに関する感想や考え、夢などが多いが、日々の苦悩や悪夢があったことが書き残されていた。また、トイレで国松が用を足す様を見てしまったこと、ご飯粒をこぼした形跡など、生前の傑の性格や日々が見てとれる。駆は時折この日記を読み、励みにしている。

江ノ島高校サッカー部（えのしまこうこうサッカーぶ）
海辺近くに所在の江ノ島高校のサッカー部。
10年前、当時の生徒で選手だった岩城と監督顧問の近藤の対立から江ノ島フットボールクラブ（FC）と江ノ島サッカークラブ（SC）に。
それ以来、両クラブの間では公式大会出場のため、学校公認の座を巡って代表決定戦が恒例行事（伝統）として行われていたが、駆たちが入部した年に両クラブは統合、新生江ノ島高校サッカー部として新たなスタートを切った。
10年前の選手権出場以外の実績はないものの、部員数は例年60人超を抱える（分裂期はFCが1に対し、SCは5の割合）。
基本システムは「2-5-3」の超攻撃型布陣。守備面は手薄と見せ掛け、実は2枚のDFとMFが連動して敵の攻撃を断つ「ブービートラップフォーメーション」。攻撃面は、豊富な運動量と連携によるボール保持、またポジションチェンジを織り交ぜながら臨機応変に多彩な攻撃バリエーションでファンタジックなサッカーを展開する。
江ノ島フットボールクラブ（FC）
岩城と彼に賛同して離脱した部員たちによって発足した同好会。SCと比較して自由だが、長年部員数が1チームとしてはギリギリだった。
システムは「3-5-2」。戦術は中盤でボールを保持し、活発なポジションチェンジから突破やチャンスメイクを仕掛けてゴールを狙う。荒木投入時は「4-4-2」のダイヤモンド型へシフト。
江ノ島サッカークラブ（SC）
近藤の下に残った部員たちによってそのまま存続した学校公認のサッカー部。厳格な戦術主義のチーム。FCに比べ部員数は多く、また特待生制度で県内の実力者を集めている。
基本システムは「3-5-2」変則5バック。戦術は実質上5バック構成のシステムをベースに、『退却型DF（リトルート・ディフェンス）』によって徹底的に守り、機を見てロングパスとサイド突破からカウンター攻撃を狙う。
鎌倉学館サッカー部
県内でも指折りの実力を持つ強豪校。高等部と中等部がある。
生前の傑、また駆や奈々たちは同校中等部の出身。
（高等部の）基本システムは「3-6-1」（3-5-1-1）。戦術は攻守のキープレイヤーを中央に並べ、隙あらば速攻で自陣から相手ゴールまでの最短距離を駆け抜けるというもの。『長距離ミサイル（トマホーク）』の異名を冠す。コンセプトの考案者は傑。
葉蔭学院サッカー部
県内屈指の強豪にして、『神奈川県の雄』と評されるサッカー名門校。中高一貫教育校であり偏差値もそれなりに高い。
（高等部の）基本システムは「3-5-2」。伝統的に高い守備力を誇るディフェンスとエース級の選手を揃えるオフェンスと、隙のない布陣を敷き、攻守安定したゲームメイクで戦う。モデルは桐蔭学園。
相模ヶ浦高校サッカー部
システムは「4-5-1」。戦術は、フィールドプレイヤーがダイナミックにポジションチェンジとローテーションで「狩り」と称されるボール奪取から、正確なダイレクトプレーを繋いでゆく『ネオ・トータルフットボール』。
湘南大付属高校サッカー部
基本システムは「4-4-2」。『4本の矢』と呼ばれる伝統のDFラインを主体とした戦術。徹底的なマンツーマン・ディフェンスで敵の攻撃の芽を摘み失点を抑える。
辻堂学園サッカー部
基本システムは「4-5-1」。死角からの的確なディフェンスで相手攻撃の芽を摘み、チャンス時には一気呵成に攻め込む。加えて、精神的・肉体的なタフさと奇策を武器とする。
東京蹴球学園高校
200X年に東京都に新設された、世界に通用するサッカー選手やマネージメント・スタッフを養成するための学校。
資金を積んで、世界トップレベルの選手や監督を招聘し、また国内でも有数の実力者を集めて、男女ともに世界を意識したチーム作りを行っている。
東京都予選では西地区。高校総体で男子は創設1年目での優勝を遂げた。
選手権大会でも他を圧倒する実力で決勝までコマを進める。
決勝の江ノ島高校戦では『インダイレクトディフェンス』を展開し、序盤から高いパスカット率・ボール保持率を軸に3点のリードを奪い、江ノ島高校を圧倒。しかし、前半終了間際に駆の精神に現れた傑に攻略の糸口を示され、後半は激しい打ち合いになる。激しい打ち合いの末、5-6で敗れる。
基本システムは「4-4-2」。コンセプトは各ポジションに実力者を揃えた『ショータイム・フットボール』。
静名学園高校
全国高等学校サッカー選手権大会緒戦で江ノ島高校と対戦した学校。
前年度大会でベスト8に進出し、今大会も優勝候補に名が挙がっていたが、本領を発揮した荒木を中心とした江ノ島高校の攻撃陣の猛攻を防ぎきれず、0-4の大差で緒戦敗退をする。
県予選では元木・江口・石井の3人で36得点を挙げ、超攻撃的チームであることが知られている。
基本システムは不明ながら、2トップを置くスタイル。
モデルは静岡県の静岡学園中学校・高等学校
四日市実業高校
全国高等学校サッカー選手権大会3回戦で江ノ島高校と対戦した学校。
守備力に定評があり、1トップのFWが下がり目に位置取る『0トップ』気味の重厚なディフェンスを展開する。
しかし、ボールを奪取すると6トップと感じるほどDF陣が攻撃に参加し、GK以外、100m平均11秒台という俊足を生かしたカウンターで敵陣に切り込むスタイルを得意としている。
江ノ島高校とは両GKが神憑り的セーブを連発し、1点を争う接戦の末敗れる。
基本システムは「4-5-1」（4-3-2-1）。
モデルは三重県の三重県立四日市中央工業高等学校。
八千草高校
全国高等学校サッカー選手権大会準々決勝で江ノ島高校と対戦した学校。
一般的には、U-16日本代表の島を中心に守備力に定評のあるチームとされるが、実際は1試合でのチーム平均走行距離が出場校中トップの豊富な運動量を活かし、極端な前衛守備によりボールを奪取する攻撃的守備を展開する。
レギュラーの殆どが、島の通う合気道の道場に通い、合気道の技術をサッカーに取り入れている。
セットプレーからの攻撃も得意としている。
江ノ島高校戦では、先制点を許すも、瀬古の悪魔のようなFK・島を中心とする攻撃的守備で江ノ島高校を翻弄し、一時はリードを奪う。最終的にはΦトリックエボリューションをΦトリックレボリューションへと進化させた駆の突破に勝ち越し点を許し、準々決勝敗退となった。
基本システムは「4-4-2」（4-2-2-2）。
モデルは千葉県の千葉県立八千代高等学校か八千代松陰中学校・高等学校
鳳凰学園高校
全国高等学校サッカー選手権大会準決勝で江ノ島高校と対戦した学校。
監督は選手経験ゼロ。世代別代表に選出されるメンバーもいないなど、全国大会出場チームとしてはタレント性に欠けるチームと見られがちだが、選手ひとりひとりがプレーの中心となる戦術眼を持ち合わせ、常に笑顔でサッカーを楽しむことを原動力とし勝ち上がってきたチーム。
サッカーを楽しむスタイルは江ノ島高校や東京蹴球学園にも引けを取らない大会屈指の攻撃力を誇り、「西の台風」と称される。
江ノ島高校戦では、甲斐・司馬両エースの活躍もあり前半から2点を先制し主導権を握るも、岩城の激で息を吹き返した江ノ島高校の猛追に2点のリードを守れず、接戦の末敗れる。
基本システムは「4-5-1」（4-2-3-1）。
高校総体（こうこうそうたい、インターハイ）
正式には、『全国高等学校総合体育大会のサッカー競技大会』のこと。
選手権（せんしゅけん）
正式には、『全国高等学校サッカー選手権大会』のこと。

## 企画展開
『週刊少年マガジン』上では「エリアの騎士対談スペシャル」と題し、主人公・逢沢駆が佐藤寿人や我那覇和樹といったJリーグで活躍するトップ選手と対談するという企画が組まれたことがある。
本作が同誌の巻頭カラーを飾った、2007年41号、2010年15号では読者アンケートによって「キャラクター人気投票!!」が行われている。なお、「キャラクター人気投票」で2度とも上位4位以内に入った、逢沢 駆（2位/1位）、美島奈々（1位/3位）、荒木竜一（3位/2位）、逢沢 傑（4位/4位）以上4名の得票数は（未公表だが）いずれも5位以下を大きく離す結果だった模様。
また、2008年8月には同誌携帯サイト『週マガファンクラブ』にて、「エリアの騎士ベストイレブン投票」が行われた。
この他、2009年10月15日にコナミから発売されたニンテンドーDS専用ゲームソフト『少年サンデー&少年マガジン WHITE COMIC』では、本作から逢沢駆と美島奈々がゲスト出演した。

## 単行本・評価
単行本（コミックス）は全57巻が刊行されている（#書誌情報）。2021年7月時点で累計発行部数は1300万部を突破している。
また、海外向けに翻訳もされており、韓国や中国などで刊行されている。
単行本では、各巻巻末に書き下ろしまたは『マガジンSPECIAL』掲載分の4コマ漫画が収録され、また、第8巻は「キャラクター人気投票結果発表!!」、第14巻では「サッカー用語集」が収録されている。
著名人の読者としては、元プロサッカー選手でサッカー解説者の中西哲生やペナルティのヒデなど（2011年時点）。現役選手では岡崎慎司、中村憲剛、岩渕真奈など。この他、稲本潤一、高原直泰、大久保嘉人など作中で取り扱われることのある日本代表（サムライブルー）や日本女子代表（なでしこジャパン）に名を連ねる選手が読む作品となっている。
この他、『週刊少年マガジン』公式サイトの作品別掲示板（BBS）では、読者・ファンからの批評が書き込まれている。また時として「動く『エリアの騎士』が観たい」という映像化を要望する書き込みがされることがある（そうした要望の中で多いのはアニメ化であった）。

## 書誌情報
少年マガジンコミックス（少年マガジンKC〈講談社コミックス〉）より刊行
| タイトル（巻数）           | 初版発行日付（発売日同じ） | ISBN              |
| -------------------------- | -------------------------- | ----------------- |
| エリアの騎士 1             | 2006年8月17日              | 4-06-363712-3     |
| エリアの騎士 2             | 2006年9月15日              | 4-06-363725-5     |
| エリアの騎士 3             | 2006年11月17日             | 4-06-363749-2     |
| エリアの騎士 4             | 2007年2月16日              | 978-4-06-363794-6 |
| エリアの騎士 5             | 2007年4月17日              | 978-4-06-363819-6 |
| エリアの騎士 6             | 2007年6月15日              | 978-4-06-363842-4 |
| エリアの騎士 7             | 2007年9月14日              | 978-4-06-363888-2 |
| エリアの騎士 8             | 2007年11月16日             | 978-4-06-363912-4 |
| エリアの騎士 9             | 2008年2月15日              | 978-4-06-363950-6 |
| エリアの騎士 10            | 2008年4月17日              | 978-4-06-363972-8 |
| エリアの騎士 11            | 2008年6月17日              | 978-4-06-384001-8 |
| エリアの騎士 12            | 2008年8月12日              | 978-4-06-384022-3 |
| エリアの騎士 13            | 2008年11月17日             | 978-4-06-384063-6 |
| エリアの騎士 14            | 2009年2月12日              | 978-4-06-384085-8 |
| エリアの騎士 15            | 2009年4月17日              | 978-4-06-384122-0 |
| エリアの騎士 16            | 2009年6月17日              | 978-4-06-384146-6 |
| エリアの騎士 17            | 2009年8月17日              | 978-4-06-384171-8 |
| エリアの騎士 18            | 2009年11月17日             | 978-4-06-384209-8 |
| エリアの騎士 19            | 2010年2月17日              | 978-4-06-384247-0 |
| エリアの騎士 20            | 2010年4月16日              | 978-4-06-384281-4 |
| エリアの騎士 21            | 2010年6月17日              | 978-4-06-384312-5 |
| エリアの騎士 22            | 2010年9月17日              | 978-4-06-384362-0 |
| エリアの騎士 23            | 2010年12月17日             | 978-4-06-384417-7 |
| エリアの騎士 24            | 2011年2月17日              | 978-4-06-384444-3 |
| エリアの騎士 25            | 2011年4月15日              | 978-4-06-384474-0 |
| エリアの騎士 26            | 2011年6月17日              | 978-4-06-384504-4 |
| エリアの騎士 27            | 2011年9月16日              | 978-4-06-384551-8 |
| エリアの騎士 28            | 2011年11月17日             | 978-4-06-384579-2 |
| エリアの騎士 29            | 2012年1月17日              | 978-4-06-384613-3 |
| エリアの騎士 30            | 2012年3月16日              | 978-4-06-384642-3 |
| エリアの騎士 31            | 2012年6月15日              | 978-4-06-384687-4 |
| エリアの騎士 32            | 2012年8月17日              | 978-4-06-384731-4 |
| エリアの騎士 33            | 2012年10月17日             | 978-4-06-384747-5 |
| エリアの騎士 34            | 2012年12月17日             | 978-4-06-384793-2 |
| エリアの騎士 35            | 2013年3月15日              | 978-4-06-384826-7 |
| エリアの騎士 36            | 2013年5月17日              | 978-4-06-384863-2 |
| エリアの騎士 37            | 2013年8月16日              | 978-4-06-394909-4 |
| エリアの騎士 38            | 2013年10月17日             | 978-4-06-394942-1 |
| エリアの騎士 39            | 2014年1月17日              | 978-4-06-394983-4 |
| エリアの騎士 40            | 2014年3月19日              | 978-4-06-395024-3 |
| エリアの騎士 41            | 2014年6月17日              | 978-4-06-395078-6 |
| エリアの騎士 42            | 2014年9月17日              | 978-4-06-395188-2 |
| エリアの騎士 43            | 2014年11月17日             | 978-4-06-395243-8 |
| エリアの騎士 44            | 2015年1月16日              | 978-4-06-395289-6 |
| エリアの騎士 45            | 2015年3月17日              | 978-4-06-395345-9 |
| エリアの騎士 46            | 2015年5月15日              | 978-4-06-395401-2 |
| エリアの騎士 47            | 2015年7月17日              | 978-4-06-395437-1 |
| エリアの騎士 48            | 2015年10月16日             | 978-4-06-395488-3 |
| エリアの騎士 49            | 2015年12月17日             | 978-4-06-395560-6 |
| エリアの騎士 50            | 2016年2月17日              | 978-4-06-395603-0 |
| エリアの騎士 51            | 2016年4月15日              | 978-4-06-395652-8 |
| エリアの騎士 52            | 2016年6月17日              | 978-4-06-395688-7 |
| エリアの騎士 53            | 2016年8月17日              | 978-4-06-395727-3 |
| エリアの騎士 54            | 2016年11月17日             | 978-4-06-395779-2 |
| エリアの騎士 55            | 2017年1月17日              | 978-4-06-395854-6 |
| エリアの騎士 56            | 2017年3月17日              | 978-4-06-395896-6 |
| エリアの騎士 57            | 2017年5月17日              | 978-4-06-395944-4 |
| エリアの騎士 FC ファンコレ | 2012年6月15日              | 978-4-06-376659-2 |
| エリアの騎士 外伝 1        | 2014年9月17日              | 978-4-06-395184-4 |

## テレビアニメ
2012年1月から9月にかけてテレビ朝日（関東ローカル）にて土曜日朝6時 - 6時30分（JST、以下同）に放送された。同局で「週刊少年マガジン」連載作品がアニメ化されるのは、『勝負師伝説 哲也』以来11年ぶり。在京キー局においてこの時間に新作アニメが放映されるのは、同じくテレビ朝日の『機動新世紀ガンダムX』以来15年ぶりとなる。また、シンエイ動画がスポーツを題材としたアニメを製作するのは、『新プロゴルファー猿』以来24年ぶりとなる。テレビ朝日以外では、4月よりBS朝日、5月よりテレビ北海道にて放送された。

### スタッフ
- 原作 - 伊賀大晃
- 漫画 - 月山可也
- 連載 - 週刊少年マガジン（講談社）
- 監督・シリーズ構成 - 小倉宏文
- 助監督 - 佐々木忍
- キャラクターデザイン／アニメーション・ディレクター - 鶴田仁美
- プロップデザイン - 宍戸久美子（第1話 - 第7話）→岩永大蔵（第8話 - ）
- 美術監督 - 鈴木朗
- 色彩設計 - 今泉ひろみ
- 撮影監督 - 高橋賢司
- CG監督 - 真田竹志
- 編集 - 小島俊彦、中葉由美子
- 音楽 - 岩崎文紀、井内啓二
- 音響監督 - 大熊昭、浦上靖之
- プロデューサー - 松久智治、荒木元道
- 制作協力 - アセンション
- 制作 - テレビ朝日、シンエイ動画

### 主題歌
本作はオープニングテーマのみ存在し、全てのスタッフクレジットが集約されている。最終話では、エンディングとして使用された。
「ハイヤーグラウンド」（第1話）
作詞・作曲 - 山口卓也 / 編曲・歌 - S.R.S（トイズファクトリー）
音楽協力 - テレビ朝日ミュージック

### 各話リスト
| 話数 | サブタイトル                     | 脚本     | 絵コンテ          | 演出                | 作画監督                                               | 総作画監督 | 放送日        |
| ---- | -------------------------------- | -------- | ----------------- | ------------------- | ------------------------------------------------------ | ---------- | ------------- |
| #1   | 僕はサッカーが好きです           | 平川哲生 | 小倉宏文          | 佐々木忍            | 宍戸久美子、一居一平                                   | -          | 2012年 1月7日 |
| #2   | エリアの騎士                     | 平川哲生 | 黒沢守            | 綿田慎也            | 今岡大、なかじまちゅうじ                               | -          | 1月14日       |
| #3   | 兄の鼓動                         | 平川哲生 | 佐藤真人          | 牛草健              | 薮本陽輔、垪和等                                       | -          | 1月21日       |
| #4   | ラストパス                       | 平川哲生 | 堀之内元          | 関田修              | 丸英男                                                 | -          | 1月28日       |
| #5   | 江ノ島高校フットボールクラブ！？ | 清水東   | DROP              | DROP                | 服部憲知                                               | -          | 2月4日        |
| #6   | 激突！ FC対SC!!                  | 田村安彦 | 佐々木忍          | 佐々木忍            | 宍戸久美子、松浦仁美                                   | -          | 2月11日       |
| #7   | 王様の帰還                       | 平川哲生 | 古田丈司          | 綿田慎也 サトウ光敏 | 今岡大、なかじまちゅうじ 楡木哲郎、西尾智恵            | -          | 2月18日       |
| #8   | 決着                             | 田村安彦 | 牛草健            | 牛草健              | 加山雄、垪和等 古佐小吉重                              | -          | 2月25日       |
| #9   | 強化合宿は大騒ぎ！？             | 清水東   | 堀之内元          | 関田修              | 相坂ナオキ                                             | -          | 3月3日        |
| #10  | リトル・ウィッチィ               | 平川哲生 | 吉川浩司          | 高田昌宏            | 服部憲知、川口弘明                                     | -          | 3月10日       |
| #11  | サッカー部分裂                   | 清水東   | 佐々木忍          | 佐々木忍            | 宍戸久美子、松浦仁美                                   | -          | 3月17日       |
| #12  | 新生江ノ高サッカー部             | 田村安彦 | こだま兼嗣        | サトウ光敏          | なかじまちゅうじ 西尾智恵、朴旲烈                      | -          | 3月24日       |
| #13  | 開幕！ インターハイ予選          | 清水東   | 古田丈司          | 小野田雄亮          | 松井誠、飯飼一幸                                       | -          | 3月31日       |
| #14  | 幻のフェイント                   | 村上浩章 | 堀之内元          | 関田修              | 相坂ナオキ                                             | -          | 4月7日        |
| #15  | 強敵！？ 辻堂学園                | 清水東   | 吉川浩司          | 荻原露光            | 川口弘明、服部憲知 上野卓志                            | -          | 4月14日       |
| #16  | 空白の3秒間                      | 清水東   | 西本由紀夫        | 佐々木忍            | 宍戸久美子、今岡大 伊藤裕次、外谷章                    | -          | 4月21日       |
| #17  | レオナルド・シルバ               | 田村安彦 | こだま兼嗣        | 山岡実              | なかじまちゅうじ 西尾智恵、朴旲烈                      | -          | 4月28日       |
| #18  | セブンのライバル                 | 村上浩章 | 佐々木忍          | 佐々木忍            | 松浦仁美、一居一平 heo hyeong jun 竹松一生、竹田正夫   | -          | 5月5日        |
| #19  | 鉄壁！！ フォーアロウズ          | 清水東   | 藤本次朗          | 関田修              | 相坂ナオキ                                             | -          | 5月12日       |
| #20  | Φトリック誕生                    | 清水東   | 奥村よしあき      | 又野弘道 川西泰二   | もりやまゆうじ 幸野浩二、成川多加志                    | -          | 5月19日       |
| #21  | 祭囃子は恋の調べ！？             | 田村安彦 | 小倉宏文          | 山口暁生            | 吉田巧介、高橋優也                                     | -          | 5月26日       |
| #22  | 皇帝 飛鳥 享                     | 村上浩章 | 古田丈司          | 高田昌宏            | 飯飼一幸、朴旲烈                                       | 薮本洋輔   | 6月2日        |
| #23  | 絶体絶命                         | 清水東   | 堀之内元          | 関田修              | 相坂ナオキ、丸英男                                     | -          | 6月9日        |
| #24  | 勝利への執念                     | 清水東   | 鈴木芳成 斉藤徳明 | 吉田俊司            | 管振宇、もりやまゆうじ                                 | 松浦仁美   | 6月23日       |
| #25  | 激闘！！ フィナーレ              | 田村安彦 | 小倉宏文 佐々木忍 | 村上勉              | 宍戸久美子、松浦仁美 一居一平、heo hyeong jun          | 薮本洋輔   | 6月30日       |
| #26  | プロフェッショナル               | 村上浩章 | 渕上真            | 渕上真              | heo hyeong jun kim tae geon shin suk min               | 鶴田仁美   | 7月14日       |
| #27  | 涼真がゆく！                     | 清水東   | 吉村愛            | 小野田雄亮          | 重松晋一、竹松一生 武田正夫、千光士海登 Kuean Yongsang | 薮本洋輔   | 7月21日       |
| #28  | 頂上決戦！ 鎌学VS蹴学            | 大竹康師 | 青山弘            | 高田昌宏 木野雄     | 加野晃、飯飼一幸                                       | 鶴田仁美   | 7月28日       |
| #29  | くもりのち晴れ                   | 田村安彦 | 高本宣弘          | 関田修              | 相坂ナオキ、服部憲知                                   | 薮本洋輔   | 8月4日        |
| #30  | U-16代表合宿                     | 清水東   | 土蛇我現          | 又野弘道            | 窪敏、成川多加志                                       | 鶴田仁美   | 8月11日       |
| #31  | 世界戦デビュー                   | 大竹康師 | 村上勉            | 戸田隆史            | heo hyeong jun kim tae geon shin suk min               | 薮本洋輔   | 8月18日       |
| #32  | お帰りなさいませ、ロミオ様！？   | 田村安彦 | 菅井嘉浩          | 小野田雄亮 菅井嘉浩 | 吉岡美帆、KIM HYOEUN 重松晋一、藤田正幸                | 鶴田仁美   | 8月25日       |
| #33  | 新たな強敵                       | 大竹康師 | 三宅和男          | 三宅和男            | 宍戸久美子、松浦仁美 Lee Joo Hyun                      | 薮本洋輔   | 9月1日        |
| #34  | 開幕！ 高校選手権                | 村上浩章 | 古田丈司          | 石田暢              | なかじまちゅうじ、小林一三                             | 鶴田仁美   | 9月8日        |
| #35  | ネオ・トータルフットボール       | 清水東   | 高本宣弘          | 関田修              | 服部憲知、川口弘明                                     | 薮本洋輔   | 9月15日       |
| #36  | 暴風警報発令！                   | 村上浩章 | 古田丈司          | 山内東生雄          | 加野晃、飯飼一幸                                       | 鶴田仁美   | 9月22日       |
| #37  | キックオフ！！                   | 田村安彦 | 佐々木忍          | 佐々木忍            | 薮本陽輔、鶴田仁美                                     | 鶴田仁美   | 9月29日       |

### 放送局
| 放送地域   | 放送局       | 放送期間                      | 放送日時           | 放送系列       | 備考               |
| ---------- | ------------ | ----------------------------- | ------------------ | -------------- | ------------------ |
| 関東広域圏 | テレビ朝日   | 2012年1月7日 - 9月29日        | 土曜 6:00 - 6:30   | テレビ朝日系列 | 制作局             |
| 日本全域   | BS朝日       | 2012年4月6日 - 2013年1月11日  | 金曜 17:30 - 18:00 | BS放送         | アニメストリート枠 |
| 北海道     | テレビ北海道 | 2012年5月15日 - 2013年1月29日 | 火曜 7:30 - 8:00   | テレビ東京系列 |                    |

2012年6月16日は全米オープンゴルフ、7月7日は全米女子オープンゴルフ中継のため休止。
このほか、2012年3月12日、第1話から第9話までのダイジェスト版特別番組（60分）を放送し、同年3月25日深夜には第10話から第12話まで3話をまとめた特別番組第2弾『エリアの騎士 特別編』（90分）を放送した。その後も、テレビ朝日では前日の再放送を不定期に毎週日曜日深夜（月曜未明）に行なっていた。

## ソーシャルゲーム
講談社とインタラクティブブレインズにより、2010年06月30日よりモバゲータウンにサービスを提供。2011年11月サービス終了。